# 阿美族

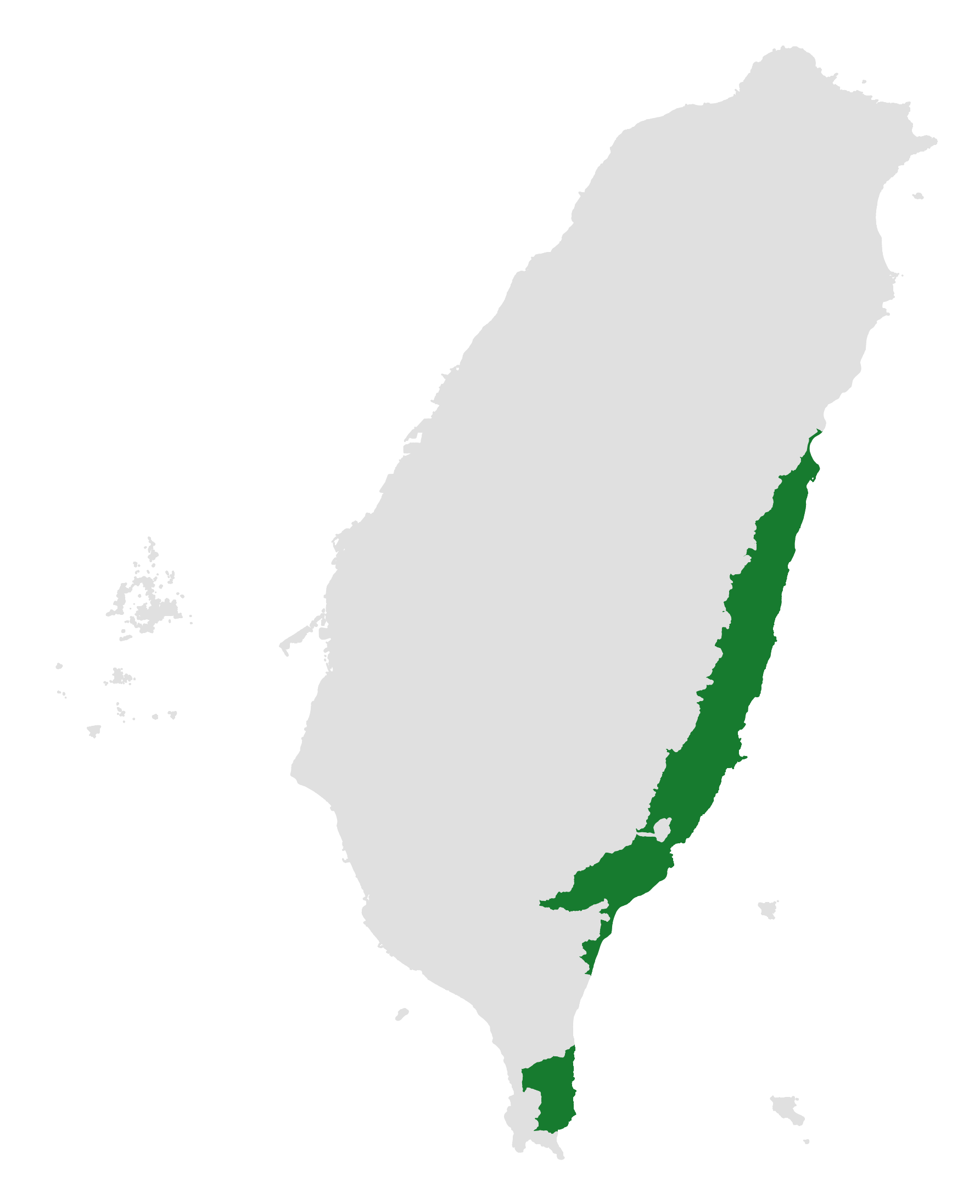
阿美族原鄉主要分布範圍

台東阿美族的刺繡圖紋

阿美族（阿美語：'Amis、Pangcah）是臺灣原住民的一個族群。主要分布於花東縱谷平原與海岸山脈各大鄉鎮，少數分布於屏東縣牡丹鄉、滿州鄉一帶，總人口數約22萬4500餘人，是台灣原住民族中人數最多的族群，也是台灣第三大族群。

## 族群名稱
阿美族自稱 Pangcah（音似「邦查」或「綁紮」）與 'Amis，後者是日本人將該族群翻譯為「アミ（Ami）」或「阿眉族」的由來。
Pangcah 一詞主要由花蓮縣境內的南勢群、秀姑巒群，以及豐濱鄉聚落所使用。'Amis 則為台東縣境內的馬蘭群、恆春群，以及長濱鄉聚落自稱為主。這兩個自稱語詞的來源皆難以考據，且眾說紛紜。較為主流的說法認為，台東地區的阿美族自稱 'Amis，係因在古代受到卑南族群的壓迫，故以卑南族為地緣中心，而自稱為「北方人（'amisay）」。另一個說法則表示阿美族曾經來自北方 Cilangasan 山，故以「北方人（'amisay）」自稱。然而這種說法也被認為僅是一家之言，並未受到全面的認同。
Pangcah 則無特定意義，僅是用於區分「住在平地的我族」所使用的稱號。
雖然「北方 'amis」一詞的開頭為喉塞音字母「'」，故 A 在此處理不應大寫，然而現今的阿美族語師資社群達成一些不成文共識，當視為族群名稱的時候寫作「'Amis」。

## 語言
阿美族的語言為阿美語，屬於臺灣南島語言之一，是目前各臺灣原住民族語言當中使用人口數最多的語言。根據李壬癸與白樂思等人的分類，在語言學上屬於南島語系東臺灣南島語族，與西拉雅語、撒奇萊雅語、噶瑪蘭語為近親語言，亦與排灣語共享類似語法與詞彙。由於東台灣南島語群和馬來-玻里尼西亞語群關係親近，阿美語與馬來語、印尼語等東南亞語言也有相近的造詞邏輯與少量共通詞彙。
與大部分南島語言相同，阿美語採取 VSO 或 VOS 語序，將動詞置於句子主詞之前。格位上則有主格（以 ko/ci 標記）、屬格（以 no/ni 標記）與斜格（以 to/ci-[人名]-an 標記）。阿美語也使用詞綴系統與 CA-重疊語法來修飾字根，產生不同的的意義與詞性。
阿美語因在近代陸續受到大清帝國、大日本帝国、中華民國等政權的殖民而加入許多外來語詞。在2000年立法院三讀通過的《大眾運輸工具播音語言平等保障法》下，阿美族人數較多的地區或公共場所（如台北都會圈公車系統）及台鐵台東線旅客列車均會播放阿美語到站提醒。

## 分類與分布

### 方言群
傳統的人類學與語言學研究者經常根據地理分布、傳統習慣及語音差異等因素，將阿美族分為南勢、秀姑巒、海岸、馬蘭與恆春等五個方言群。撒奇萊雅族雖然基於歷史因素長期遁入阿美聚落中而在史料中分類為「奇萊阿美方言」，該族群已在2007年列為中華民國法定原住民族，而不再視為阿美族語的分支群。
- 南勢阿美群：分布於花蓮縣縱谷北段的新城鄉、花蓮市、吉安鄉與壽豐鄉。南勢阿美語的用詞與另外四個方言群有著明顯的差異。
- 秀姑巒阿美群：分布於花蓮縣縱谷中段的鳳林鎮、光復鄉、瑞穗鄉與玉里鎮。
- 海岸阿美群：分布於花東海岸線，包含豐濱鄉、長濱鄉與成功鎮北段。
- 馬蘭阿美群：又稱台東阿美群或卑南阿美群，分布於臺東縣成功鎮美山部落以南、東河鄉、卑南鄉、臺東市
- 恆春阿美群：分布於花東縱谷南段與恆春半島東側，包含花蓮縣富里鄉、臺東縣池上鄉、關山鎮、鹿野鄉、卑南鄉、太麻里鄉及屏東縣牡丹鄉、滿州鄉。

隨著經濟型態的轉變，長年旅居都會區的阿美族人，也在臺北和高雄等都會區建立了以阿美族為主體的社區或聚落。
儘管中華民國教育部當前所認定的方言群與上述分類一致，阿美族群實際上將部落視為一個小型國家，而非以族群或方言別建構族群認同感。此外，每個部落的方言都各有差異，並不是屬於同一個方言別就共享一模一樣的語彙庫。其中一個例子是光復鄉太巴塱與馬太鞍地區的方言，雖然在國家制度下也被歸定為秀姑巒方言群，卻與瑞穗鄉與玉里鎮的部落用語有著明顯的差異。
相鄰的聚落也可能導致方言屬性的轉變，例如卑南鄉利吉部落（Dikidiki）雖然屬於恆春阿美系統，近代因為鄰近台東市大馬蘭系統而以馬蘭方言為主。
由於早年阿美族所居住的地區以平原居多，並且將農耕視為重要的維生手段，親族或氏族長途遷移的事蹟所在多有，並且在花東縱谷與海岸地區呈現「多批次、全方位、非全體性」的有機移動歷史。這使得追溯阿美族在信史時代之前的移動軌跡變得十分困難。

### 部落系統
有些阿美族聚落向來沒有大型的遷移歷史，在固定地點存續至今。於臺灣荷蘭統治時期與臺灣清治時期的史料中仍可見到與今日同名同址的聚落名稱。較大的部落系統包括：
- Tadaloma' 系統：位於今日花蓮縣吉安鄉一帶的娜荳蘭部落、薄薄部落、里漏部落。Tadaloma' 為三者在古代的共同發源地名，早期文獻中寫作 Tallaroma[8]。
- 七腳川（Cikasoan）系統：位於花蓮縣吉安鄉的古代聚落，以七腳川部落為主。在1908年七腳川事件後，該聚落被日本政府強行打散並被迫遷徙到花東各地。今日的族人已陸續回到吉安鄉太昌村還原聚落與歷史真相。
- 太巴塱（Tafalong）系統：位於花蓮縣光復鄉馬太鞍溪以東的聚落系統，以太巴塱部落與砂荖部落為核心聚落，此一系統北起加里洞（Kalotongan），南至阿囉隆（'alolong），並有歌謠傳唱南北各社的名稱，以及太巴塱部落內的傳統分區地名[9]。「Tafalong」一詞可能來自阿美語 'afalong，指一種陸棲的白螃蟹。該部落也以白螃蟹為象徵。
- 馬太鞍（Fata'an）系統：位於花蓮縣光復鄉馬太鞍溪以西的聚落系統，分布於鳳林鎮到光復鄉大興部落（Okakay）、馬佛部落（Fahol）一帶，以馬太鞍部落為核心，並包含光復鄉市區。Fata'an 在阿美語中為樹豆之意。
- 奇美部落（Kiwit）：位於秀姑巒溪海岸山脈曲流段中游北岸，kiwit 為「蟹草」之意。在日治時代，奇美部落勢力擴及瑞穗鄉與玉里鎮的各部落，並被日本人稱為「奇美諸分社」[10]。國民政府時代，秀姑巒溪的泛舟活動曾由奇美部落居民扮演中途點觀光接待的角色，現已消失。
- Cepo' 地區：指秀姑巒溪出海口，為「混濁」之意，Ciporan、Ci'icepay 也是指類似地帶。此處南北岸原有阿綿、納納（Dafdaf）等部落，但在1877年 Cepo' 戰役（舊稱「大港口事件」）中遭到清軍屠殺，導致當地阿美族群離散各地。今日則有靜浦部落（Cawi'）、港口部落（Makota'ay）、大港口部落（Laeno）、石梯灣部落（Morito）、石梯坪部落（Tida'an）等聚落。
- 大馬蘭系統：位於今日台東市區，由馬蘭部落（Farangaw / Falangaw）在日本統治時期所分出的子部落群，包括馬蘭（Farangaw）、豐谷（Matang）、豐里（Alapanay）、康樂（'ining）、新馬蘭（Fukid）、大橋（Pungudan）、寶桑（Pusung）與豐年（Asiluay）。

除了上述的系統之外，花東縱谷中段的秀姑巒溪流域，以及花蓮市到台東市之間的海岸線皆有數量多而規模較小的阿美族聚落。其中一些部落是在十八世紀中期遭遇布農族巒社群、丹社群，以及太魯閣族的侵擾而重新建立的。另一些部落則是十九世紀下旬因 Cepo' 戰役而遷居形成。
縱谷南段的卑南溪流域則以恆春阿美群為主，這些族人大部分是在十九世紀中後期由恆春半島遷徙而來。

### 已消失的聚落
根據口傳文學與歷代殖民政權的紀錄史料，有些阿美族聚落已經在近四百年內消失。包括：
- Pacidal：古代曾先後居住於今日壽豐鄉月眉（Tawlik）、豐濱鄉豐富部落（Tingalaw）以西、玉里鎮觀音山（Tokar）一帶。荷蘭時代稱為「Patsirael」、乾隆時代則稱為「巴只力」[7][13]。現代雖然已無特定聚落，但仍為阿美族第一大氏族名稱[8]。
- Ciwidian 舊社：Ciwidian 位於今日豐濱鄉水璉村，然而今日的 Ciwidian 部落乃是在原先的舊部落於 1780 年代因瘟疫滅亡後，才由花蓮市區遷徙而來的族群。該地區於荷蘭時代稱為「Sibilian」，乾隆時代稱「錐輦」或「水輦」，也是「水璉」一名由來[7][13]。
- Talakop：曾經位於玉里鎮東側觀音山（Tokar）丘陵的大型聚落，荷蘭時代記載為「Dorckop」。據說在古代 Kacaw Aparong 統治時期人數極多，可環抱丘陵歌舞，後受到布農族丹社群攻擊而滅亡[8]。Talakop 亦是今日一大氏族名稱。
- Pisana'an：位於今日花蓮縣萬榮鄉平林一帶，荷蘭時代稱為「Pysanongh」，後因不明的戰亂而滅亡[8]。一說是與 Faroyan 部落交戰，另一說是與馬太鞍部落交戰，後來遁入 Pacidal 或 Ciwidian。
- Faroyan：又寫作 Varoyan，曾經位於花蓮縣的未知族群，荷蘭時代寫作「Boryen」，時常在口傳史料中提及，一說與 Kedofan 交戰後遁入馬太鞍與吉安 Tadaloma' 群[8]。
- Kedofan：又寫作 Kuduvan，曾經位於花蓮縣的未知族群，一說是與七腳川部落爭戰的族群，另一說就是七腳川部落[8]。現已不存。

由上述的口傳歷史與殖民政權紀錄，可見在今日的花蓮縣境內，曾經有數量可觀的大型部落滅絕或離散，並且多半發生在壽豐鄉與鳳林鎮的範圍內。今日在此二地的社群，多半是近代由南勢群與光復鄉各部落的阿美族人，連同福佬、客家族群所建構的新聚落。

## 社會制度

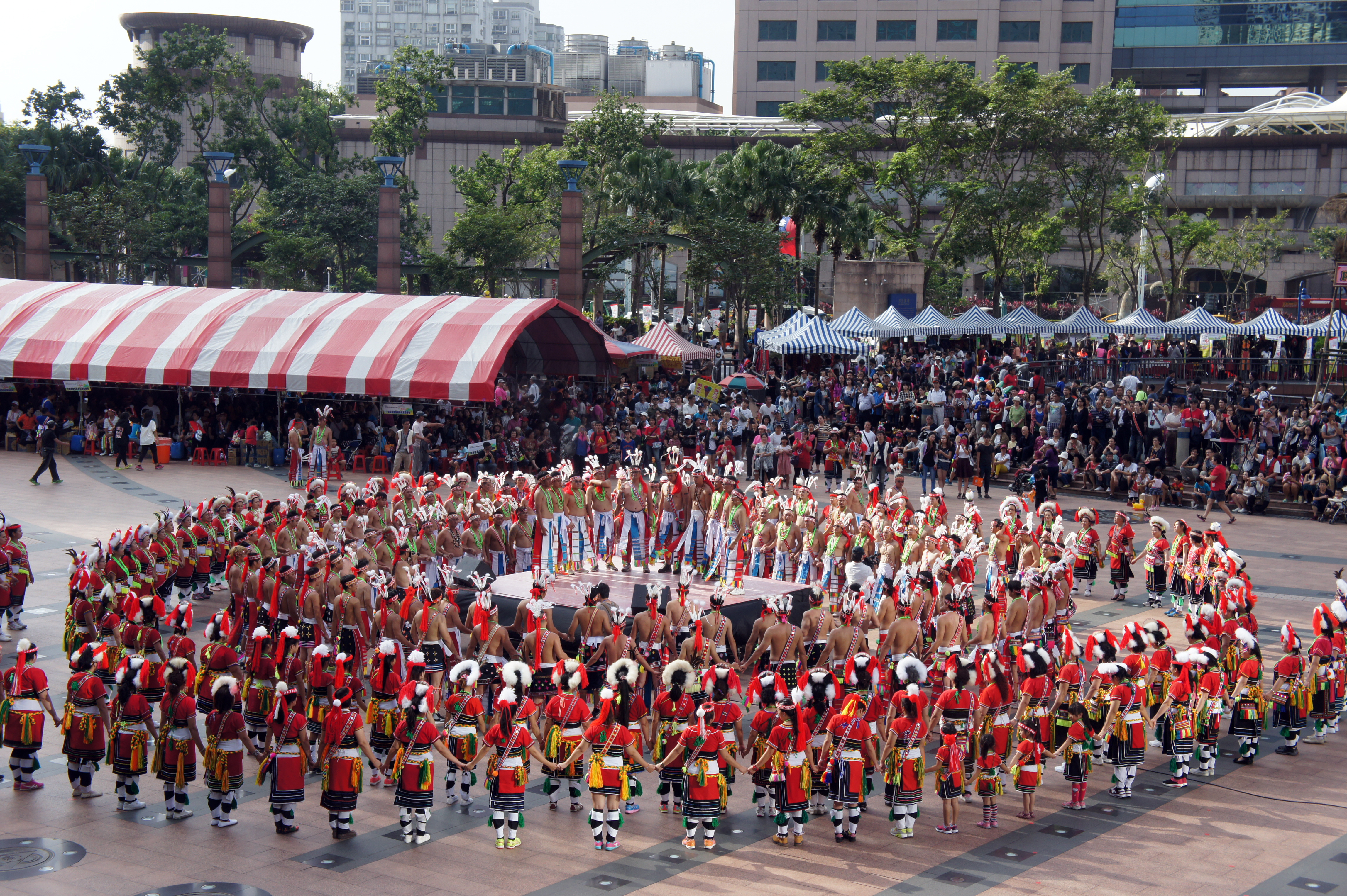
在板橋車站舉辦的阿美族豐年祭，參與族人圍成圓圈起舞，是祭典中的重要儀式之一

### 母系社會
阿美族傳統上被歸類為母系社會（母系親屬制度），婚姻型態為男性從妻居（稱為 mikadafot，從妻居的男子稱為 kadafot）。家族事務多以女性為主體並由女性負責，家族產業之繼承以家族長女及其他女性為優先；家族／氏族多指母系一族。不過，母親家中的 faki（族舅）亦對家族事務具有話語權。

### 年齡階層制度
公共事務層面，阿美族採行老人政治的原始民主制（gerontocratic proto-democracy），並以部落男性所組成的年齡階層系統分工負責不同的事務。部落中的耆老（mato'asay／malitengay／kalas）擁有極高的社會地位與話語權，並可以左右部落的大政方針與各活動的宜忌評估。

「年齡階層」在花蓮一帶稱為 selal，台東一帶稱 kapot，馬太鞍部落則稱為 awid。年齡階層由部落內相近年齡的男子組成，每三年到五年成為一階層，並終身一起執行部落工作。各階級負責各種不同的任務與工作，並且聽從青年之父（mama no kapah，青年階層中最年長的一層）與耆老族群的指揮。各年齡階層的核心場域稱為集會所（soraratan／sefi'／'adawang），傳統上是位於部落重要地點的大型茅屋，內部設有竹床供耆老休憩，今日則多半由兼具社區活動中心功能的半開放鐵皮棚，搭建室內文化健康站所擔任。傳統上，由於集會所屬於男性的場域，女性族人一般不能進入，對於部落公共事務也無議事權。

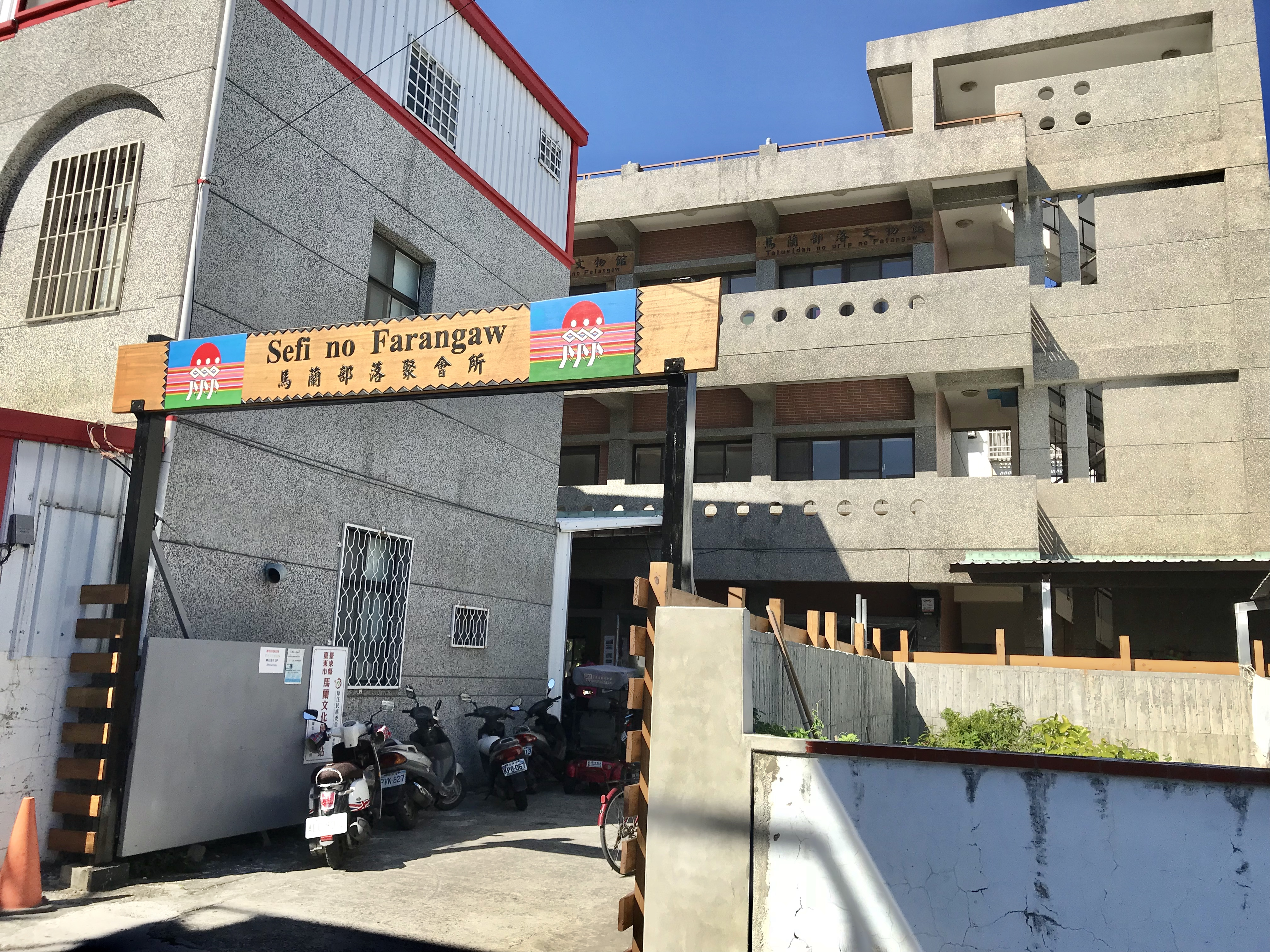
位於臺東市的馬蘭部落聚會所

部落的男子約在青少年時期開始接受斯巴達主義的訓練教育，此時尚無法成為真正的年齡階層，稱為 pakarongay（這一詞彙在台東地區較常使用），並負責跑腿與打雜等最基層工作。直到成年時，倘若 pakarongay 具備足夠的謀生能力，將會集體升晉為最低階的年齡階層。
年齡階層的命名包含「輪名制」與「創名制」二種：輪名制在花蓮地區較為盛行，部落內有一組流傳已久的階層名單，新成立的階層永遠只從名單中尚未使用的備選名稱取名。舉例而言，太巴塱部落（Tafalong）的「Ma'orad」階層在 2019 年仍屬於高齡的長輩，但直到 2020 年已成為當時最年輕族群的階層名稱。
相對的，創名制則在台東一帶較為流行，這些階層名稱通常來自 pakarongay 訓練期間，訓員的特色或部落的重大事件，例如鹿野和平部落（Palayapay）在乙未戰爭時的「Ladipong」、都蘭部落（Etolan）的在千禧年期間的「Lacingsi」、泰源部落（Alapawan）因近年修建隧道工程的「Lapongkang」等。

### Kakitaan 制度
Kakitaan（亦寫作 Kakita'an）是阿美族社會中的領導階級，在不同的部落亦有差異。大部分阿美族部落的 Kakitaan 由部落內倍受崇敬的男性耆老擔任，時常被翻譯為「頭目」。這類耆老通常博學強記，除了熟稔部落歷史與各項事務的細節外，也對於周遭部落、外來族群、民俗知識略有知悉，足以勝任部落的公正判決者，並領導族人決議事務進行的方式。Kakitaan 並非貴族，而較近似現代民主國家的「第一公僕」。此外，Kakitaan 也負責接待重要的外賓，與周邊部落的外交關係等任務。
在馬太鞍與太巴塱部落，Kakitaan 並非由個人，而是由特定家族所擔任。馬太鞍部落的 Kakitaan 家族即是部落的傳統信仰領導者，由 Pakadodang 氏族擔任。2019年後，馬太鞍部落重新成立 Kakitaan 祖靈廟，並復振當地巫覡文化。
太巴塱部落的 Kakitaan 家族則設有「太巴塱祖靈屋」，為傳統 Kakitaan 祖屋的繼承建物。傳統上，太巴塱的 Kakitaan 家族負責部落的資源分配、ilisin（豐年祭）的儀式開場、並為其他部落流亡至太巴塱的難民安排居所。今日，太巴塱的 Kakitaan 家族與實際握有部落影響力的 Komod（頭目）並不相同。

### 命名習俗
阿美族的傳統命名方式為親子連名制：核心的稱呼是自己的名字，傳統上會在自己的名字後面加上父親或母親的名字。按照地方習慣與家庭規範，有些人會在父母的名字後方加上氏族名。舉藝人 Ado Kaliting Pacidal 為例，Ado 為自名，Kaliting 為母名，而 Pacidal 為氏族名。然而，氏族制度僅在海岸線與瑞穗以南的阿美族群較為興盛，現代族人也因文化記憶斷層而時常流失自己的氏族名，或將祖父母輩的名字立為氏族名。
在台東地區，一些人會用家族內較有名望的人來指代自己的家族，例如 Kokong 是家族內較有名望的人，則一個名為 Talakop 的晚輩可自稱 Talakop na Kokong（Kokong 他們家的 Talakop）。
阿美族的長輩為後輩取名的時候，有些按照字面意義作為期許命名，有些則未必是按照名字所使用的詞語本意，而是按照自己所認識的同名人物的「神韻」所取名。舉例而言，當一個孩子被取名為「Falahan」，並不表示這個孩子是「要被丟掉／廢棄物（Falahan）」，而可能是他帶給取名者的感受，神似自己所認識的 Falahan 。此外，長輩的取名也可能來自孩子出生的時辰，例如「Lahok（中午）」、「Lafi（晚上）」、「Nikar（曙光）」。

## 氏族
氏族（Ngasaw，詞態變化 ngangasawan）一詞可能因地區或語境而有不同釋義，阿美族的長輩聽見 ngangasawan 一詞，優先會想到「親族、宗教」之概念。氏族的意義是為了在人口稀少的古代社會施行族外婚制，以避免近親婚配的風險。隨著時代變遷，今日阿美族的氏族制度已經式微。
氏族名稱主要在瑞穗鄉以南的秀姑巒阿美、馬蘭阿美與東部海岸線較為盛行。在光復鄉以北的阿美族聚落中，氏族制度向來並不興盛，故該處的族人未必會加上氏族名。
部分的氏族名稱與地名相同，故在地方上時常有「氏族名稱都是指一群人曾經住在某個地方，搬遷後為了銘記舊址而冠上舊地名」的說法，然而，根據1935年台北帝國大學人類與土俗研究室移川子之藏、馬淵東一、宮本延人所著的《台灣原住民族系统所屬之研究》一書，氏族名稱並不一定與同名的地點有關。舉例而言，Fafokod 雖然指今日東河市區一帶，卻與 Fafokod 氏族關係不深。
以下列出已知的阿美氏族，主要來自《台灣原住民族所屬系統之研究》之資料，並加上少數未被記載於該冊中的氏族名：
1. Pacidal 氏族（cidal 太陽，指日照）
2. Ciwidian 氏族（widi 水蛭，指多蛭地）
3. Raranges 氏族（raranges 一類水藻）
4. Sadipongan 氏族（dipong 指鳥獸交配之巢所用的草木）
5. Kiwit 氏族（kiwit 蟹草）
6. Cepo' 氏族（cepo' 混濁，指秀姑巒溪出海口）
7. Ci'opor 氏族（又稱 Ci'icepay 氏族，亦指秀姑巒溪出海口）
8. Ciporan 氏族（ciporan 出海口，指秀姑巒溪出海口）
9. Monari' 氏族（在縱谷地區作 Morani'）
10. Fasay 氏族 （傳說來自綠島，與 Sanasay 同義）
11. Cilangasan 氏族（雖然 Cilangasan 指八里灣山，此處未必與 Cilangasan 有絕對關係。有時亦作 Langasan 氏族）
12. Ci'okakay 氏族（白骨雜陳處，與光復鄉大興部落 Okakay 無關）
13. Sapiyat 氏族（掃別，今日長濱鄉永福一帶；與瑞穗鄉掃吧 Sapad 無關）
14. Conang 氏族（conang 木舟）
15. Cikatopay 氏族（katop 指大葉山欖，Pacidal 氏族分支）
16. Nalasongan 氏族（Cikatopay 氏族分支）
17. Nalongalan 氏族
18. Faliyol 氏族（Haciliwan 部落舊址名，位於八里灣山山腳）
19. Ci'arongan 氏族
20. Marorang 氏族（rorang 指構樹）
21. Kakitolo 氏族
22. Ciadiakof 氏族
23. Kinafokong 氏族（fokong 指鯽魚）
24. Talakop 氏族（talakop 為鳥名。舊址位於玉里鎮觀音山小丘）
25. Pa^pian 氏族（卑南語指「懦夫」或「奴隸」，稱呼阿美族）
26. Inator 氏族
27. Ricoh 氏族
28. Koradan 氏族
29. Inakawaro 氏族（1935年僅剩一戶）
30. Picora'ay 氏族（picora'ay 可能指白鼻心）
31. Siracay 氏族
32. Sariyod 氏族
33. Naparawan 氏族（1935年僅剩一戶）
34. Cipi'iwan氏族（pi'iw 跛腳之意）
35. Fafokod 氏族（Fafokod 今日指東河市區，但 Fafokod 氏族似乎與東河地區無關，而與西方山岳民族有關。）
36. Marongarong 氏族（屬恆春阿美主力氏族）
37. Firangan 氏族
38. Fafoyol 氏族
39. Talisakan 氏族（屬恆春阿美主力氏族）
40. Pawtawan 氏族
41. Inaran 氏族
42. 'odos 氏族（'odos 清涼的溪水）
43. Pa'anifong 氏族
44. Kakopa 氏族（屬恆春阿美主力氏族）

未在《台灣原住民族所屬系統之研究》提及的氏族
1. Pakadodang 氏族（dodang 船形臼，搭乘船形臼之意。馬太鞍部落 Kakita'an 祭祀氏族）
2. Foladan 氏族（folad 月亮，記載於靜埔國小 Cepo' 戰役紀念碑）

儘管《台灣原住民族所屬系統之研究》中尚提及 Fitolol 氏族，然而在該著作中，對於 fitolol 一詞是否符合研究團隊所欲調查的「氏族」已抱有疑義。馬淵東一在其續作《台灣原住民族的分布與移動》中則認為 Fitolol 並不是與 Pacidal、Raranges 一樣的移動氏族，而是指擔任馘首祭時的特定祭祀宗家。
在太巴塱，Fitolol 是傳統階級社會中的第二階層，僅次於 Kakitaan 階級。當 Kakitaan 家族發生變故而無法繼承子嗣，由七個 Fitolol 家族之一繼承 Kakitaan 家族職位。

## 生產活動

### 農業活動
不同於中央山脈活動的山岳民族，阿美族的傳統主要糧食除了粟（hafay / lamlo'，又稱小米）之外，尚包括白糯米（falinono' / doway）與紅糯米（katepa'ay），這可能導因於居住地區的平緩地勢與阿美族既有的農耕活動。較高能量單位的穀物飲食也可能導致阿美族的人口相較於其他非平埔族群原住民族壓倒性的多。在 1900 年代的人口統計中，花東地區的人口超過 60% 是阿美族人。
在日本殖民時代後，阿美族開始耕作水稻，並將稻作分成 tipos（水稻）與 panay（旱稻）。由於花東縱谷的土壤與水質條件出色，當地的多個地點被指定為「玉皇米」的生產地點，也導致許多地名改為與豐收有關的稱呼，例如「富田」或「富里」。
除了稻作之外，阿美族人在花東縱谷也曾從事大量的勞力密集農業，特別是日本與中華民國政府的糖業採集勞動。重要的糖業據點包括花蓮光復糖廠，以及台東都蘭部落的新東糖廠。

### 發酵活動
阿美族會使用大葉田香草等天然植物土壤中的根系菌混合植物澱粉與特殊植物碎末製造酒麴（tamod / 'ekak），並以此將剩餘的穀物釀製成酒釀（'ecaw / 'eraw）。由於阿美族的傳統主食包括糯米，因此並非所有的酒釀都稱為「小米酒」。隨著使用穀物的種類、各部落甚至單一族人所使用的草藥種類、發酵的密封強度、發酵的時長與日照量，乃至於釀造者「是否用心與酒釀互動」等因素，會呈現品質、風味、酸甜度與酒精濃度各異的結果。
穀物酒的釀造十分耗時且難以量產，故在傳統上不可能作為「成日把酒言歡」的素材。相對的，穀物酒多半是在諸如豐年祭（ilisin / kiloma'an / malalikit）等重要祭儀場合，作為家庭成員互相敬謝的工具，以及執行儀式期間為族人與超自然領域建構橋梁的媒介。
除了釀造之外，阿美族也經常將糯米飯（hakhak）放置於杵臼之中，以搗磨方式製造類似糌粑的食物：toron（音似「堵論」）。這些產品可能是今日花蓮特定工廠主打「阿美麻糬」的原因，然而 toron 與真正的麻糬在文化意義、製造過程與口味上都有極大的差異。
除了發酵外，族人也時常醃漬漁獲或過剩的蔬菜，作為儲備糧食或點心。

### 海洋活動
沿海阿美族目前尚有部分部落保有製作排筏的技藝並在平時出海獵捕魚類，如台東長濱鄉的真柄部落（Makerahay，使用傳統竹筏）和大俱來部落（Tapowaray，使用現代膠筏）。傳統上，女性被禁止上船活動。
沿海阿美族除乘船出海之外，部分族人會潛水獵捕礁間魚蝦、海膽（'aowang / pirapana'）、螃蟹（halang / kalang）等海產，女性族人則大多會採集潮間帶海草（damay）和貝類（cekiw）。近代也有一些沿海族人會捕撈魚苗（podaw），引起環保團體批判與新生代族人反思。
在中華民國時期，部分阿美族人開始執行遠洋漁業，雖然離家時間長且工作內容粗重，但也取得相對優良的經濟收益。

### 狩獵

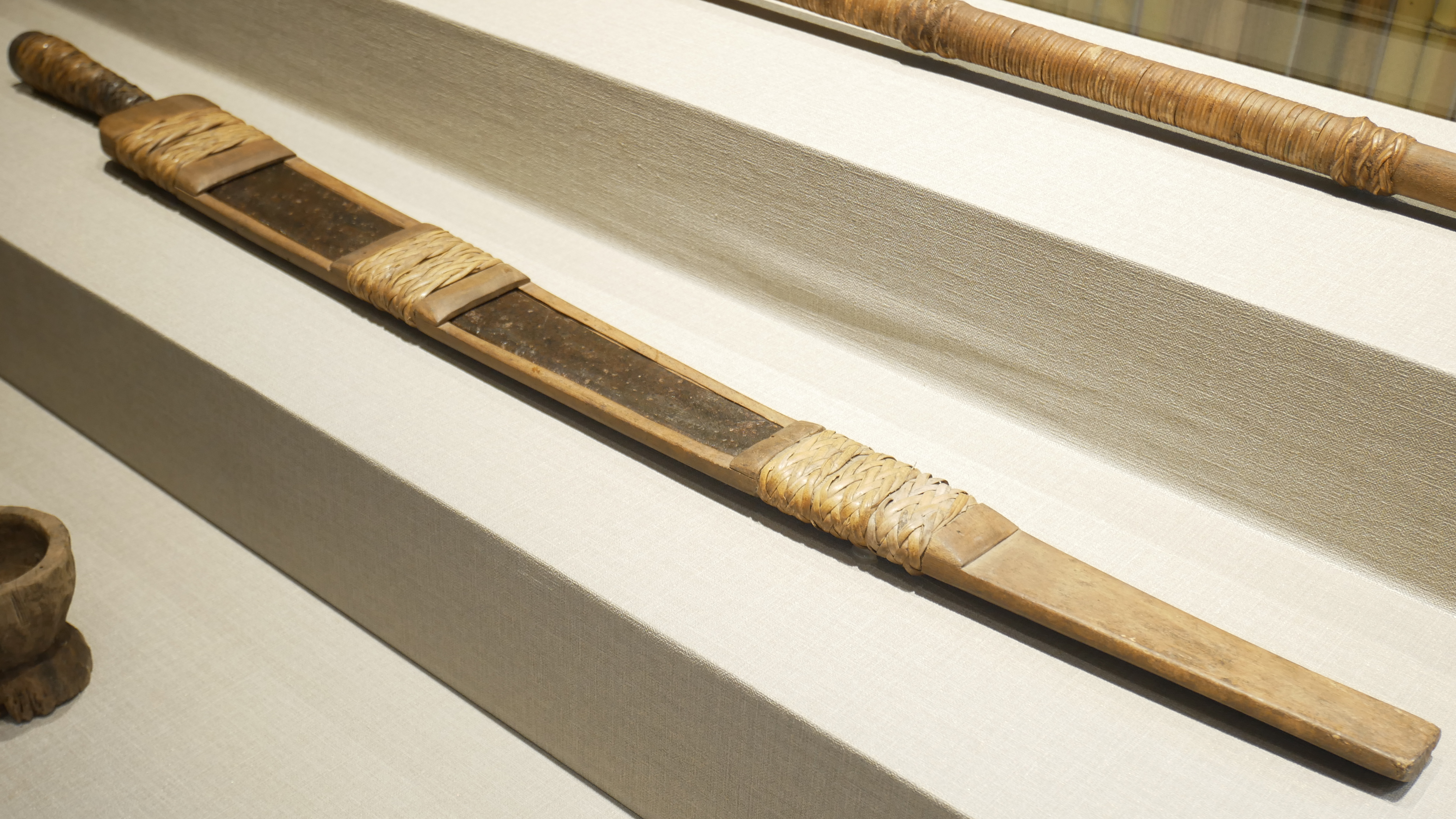
刀

狩獵屬於傳統男性技藝。由於阿美族所居住的地區缺乏海拔一千五百公尺以上的高山，其主要獵物皆為中小型的哺乳類動物，例如飛鼠（kolafaw）、山羌（mangcel）、水鹿（siri）、山豬（fafoy）。阿美族也會捕捉青蛙（takola）、蝸牛（kacomoli）或河螺（'atoloc）作為佳餚。在古代傳說中，阿美族人也狩獵台灣梅花鹿（malonem），較少碰見台灣雲豹（lokedaw）或台灣黑熊（tomay），但仍有零星紀錄。阿美族人也會在溪流等淡水水域使用魚荃（rakar）、釣竿（tiked）或八卦網（tafokod）等工具捕獵魚類。

傳統的狩獵工具包括長刀（hawan / fonos，貶稱「番刀／開山刀」）與小刀（po'ot），也使用長矛（'idoc）、弓箭（tilo ato pana'）、陷阱工具（talakal）狩獵。近代的獵人會使用土製獵槍打獵，但獵槍規範受到中華民國的法律管制。

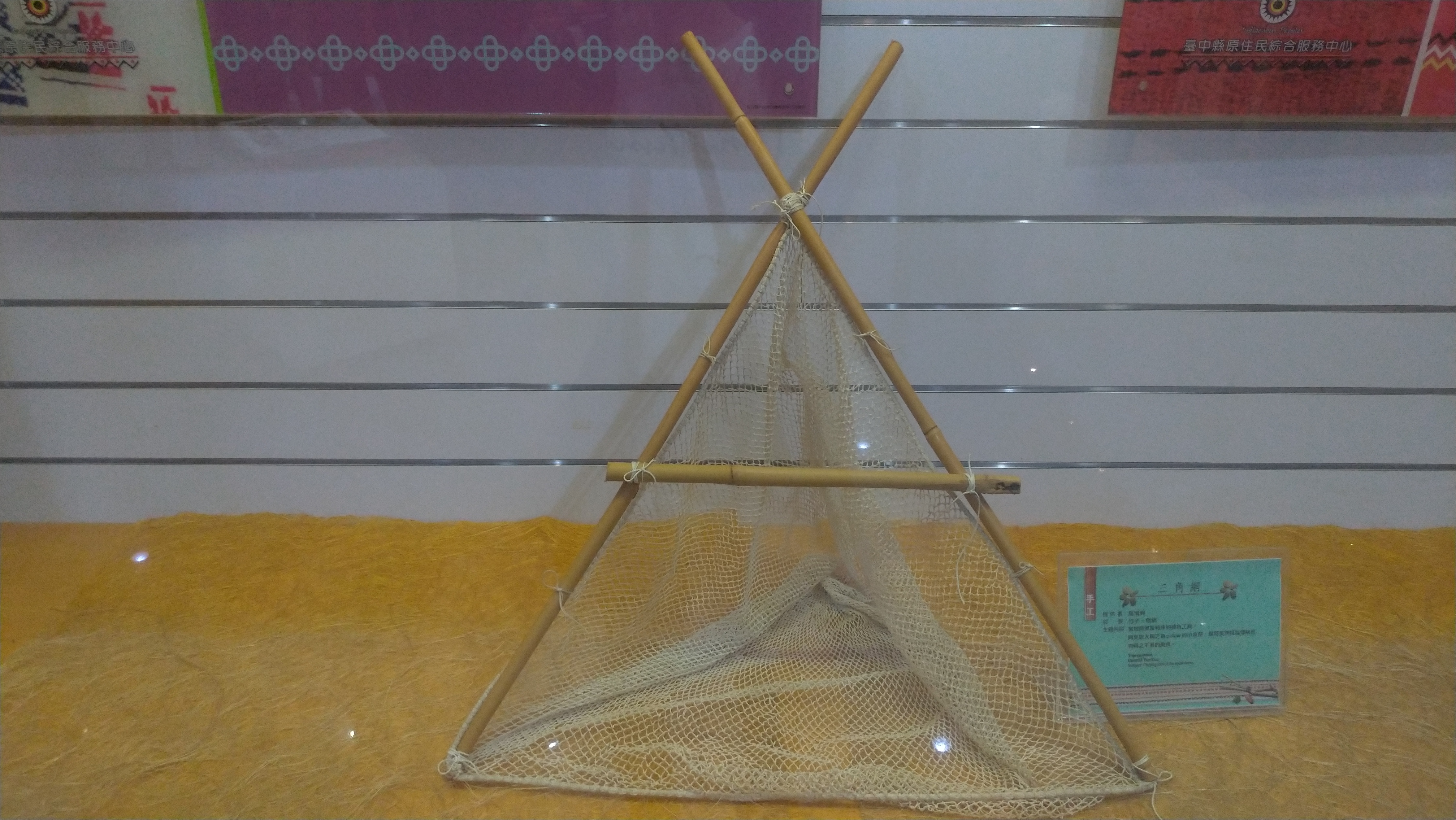
台灣原住民阿美族手工制造的捕鱼工具三角網

獵人在狩獵時也發展出特殊的信仰觀與狩獵文化，其中包括稱為「lati'」的特殊疾病。獵人的狩獵工具上會附有殺死動物的靈魂，隨意碰觸者將會產生現代醫學無法解釋與治療的不適症狀，需要由工具的主人解咒。另外一個習俗是竹占（'edaw，動詞 mi'edaw），將竹枝捲成圓形後折斷，憑藉斷枝纖維的形態評估上山狩獵的吉凶，也作為獵人下決定的依據。
在古代，狩獵的領域（亦即獵場）可能按照部落、氏族與家族分開。擅自越界可能會引發相關團體的劇烈衝突，嚴重時可能導致小規模戰爭。這類地盤領域觀念仍然被保存下來，犯忌的人將可能遭到詛咒而發生不幸或疫病，嚴重者甚至致死。

### 採集活動與「野菜」飲食
阿美族的傳統飲食多半取材於當地自然資源，其中以「野菜飲食文化」見長。所謂的「野菜」係指對於其他族群而言，一般不會採集食用的草本植物，阿美族單純將其稱為 dateng（菜），而將人工栽植的植物稱為 sinafel 。相關著作包括 Dongi Kacaw（吳雪月）所作的《台灣新野菜主義》，將阿美族經常食用的非人工栽種植物做了詳細的統整，並介紹烹調方法。
根據《台灣新野菜主義》，阿美族所食用的野菜中，最具代表性的是「十心菜」，亦即植物莖幹中心處較為鮮嫩的部位。「十心菜」分別為黃藤心（dongec）、林投心（talacay）、芒草心（fokeso'）、月桃心（lengac / lingac）、檳榔心、山棕心（teloc，山棕為 salengac）、甘蔗心（tefo'）、鐵樹心、椰子心和臺灣海棗心。
除了上述莖心之外，阿美族也經常食用龍葵（tatokem）、車輪茄（tayaling，又稱輪胎苦瓜、苦茄）、刺蔥（tana'）、野莧（sina'osar）、地瓜葉（kopil / lapot）、山蘇（rokot / lokot）、過貓（paheko）、紫背菜（kadowangay）、蕗蕎（lingkiw）、竹筍（tefos）、箭筍（da'ci）、木鱉果葉（sokoy）、翼豆（rawisan）、南瓜（tamorak）、佛手瓜（ingkokoy）、姑婆芋（tayafar）、芋頭（tali）、番薯（fonga / konga）等植物。
另外，阿美族傳統飲食甚喜辣味、苦味、鹹味，對於甜味則相對不重視，因此生薑（kisera^ay / 'adiyam）與辣椒（daydam / copolan）等調味品也十分盛行。
水果方面，阿美族常種植毛柿（kayama）、柿子（alopal）與香蕉（pawli），然而最常見者是麵包果（facidol / pacidol / apalo'），台灣原住民族中只有阿美族與達悟族會食用麵包果，使其成為阿美族聚落的象徵植物。台語稱呼類似的菠蘿蜜果實為「pā-tsih-loh」，應是自阿美語借字而來。
阿美族的傳統飲食與祭儀息息相關，在特定的祭儀前後期間會禁止攝取特定的食物，避免犯忌而招致相關神靈的憤怒。

### 國家勞役與工業活動
隨著日本殖民政府與中華民國政府有效將台灣東部地區納入統治範圍，人口眾多且態度相對合作的阿美族人成為花東地區基礎建設的重要勞動力來源。第二次世界大戰結束後，台灣的工業化進程吸引了傳統農村的人口前往都會區發展，花蓮與台東的阿美族人亦不例外。這些人口逐漸在台灣北部都會圈的外環聚集，形成都市中的原住民聚落，例如三鶯部落或溪洲部落。這些聚落起初與垃圾場等惡劣環境毗鄰，經過長時間的抗爭與社會關注才有所改善。另外，阿美族人也曾參與台灣北部的採礦事業，例如海山煤礦災難中，大部分的罹難者都是阿美族人。

## 服飾

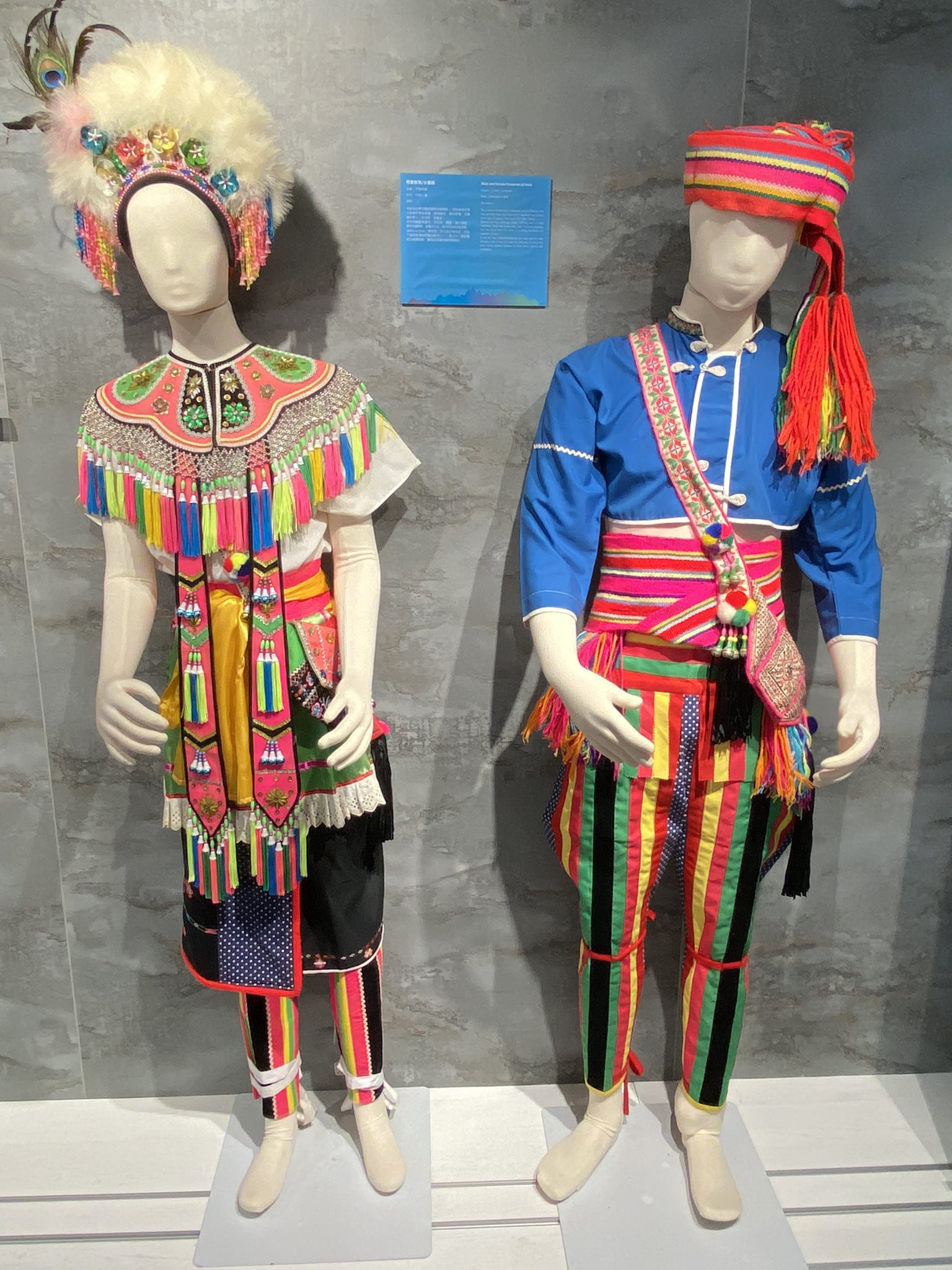
卑南阿美群服飾

不同於外人的想像，阿美族在歷史上時常穿著與同時代的殖民者類似的服裝，在清帝國統治台灣西部時，阿美族的一些人便已經穿著與漢族群類似的服裝，而到了台灣日治時期也會改穿和服與木屐等服裝。媒體印象中的「傳統服裝」幾乎都僅在祭儀或重大場合時才會穿著，屬於正裝。

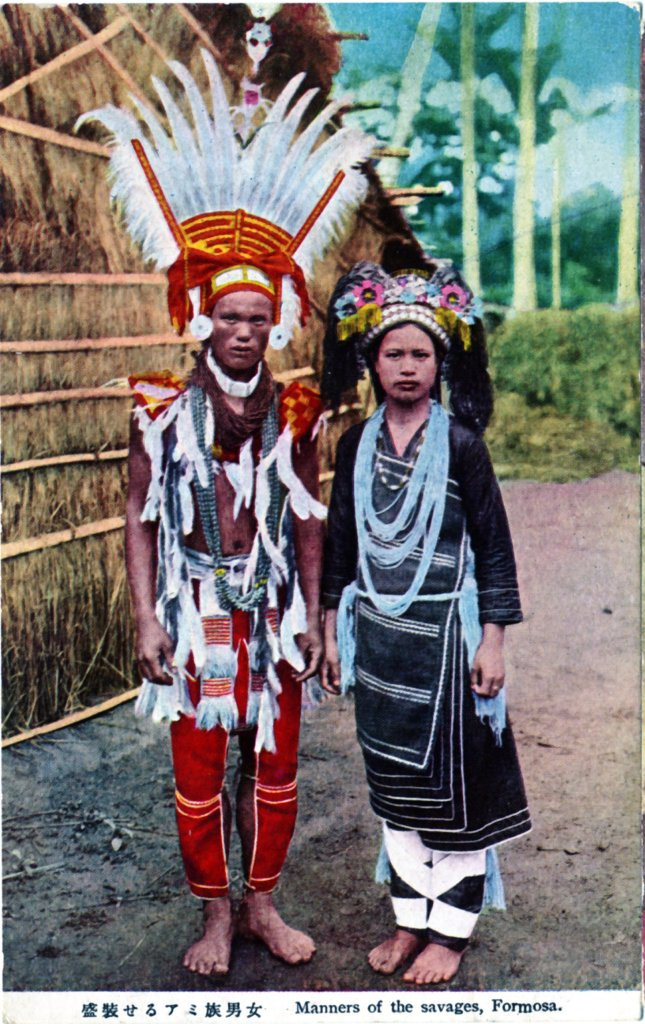
盛裝的南勢阿美族男女

各地阿美族的傳統服飾如同光譜一般，分成「花蓮的樣式」與「台東（市）的樣式」兩個端點，如附圖所示。在花蓮縣到台東市之間的縱谷與海岸線，則呈現「漸層性分布」，但大致上仍大同小異。各種服飾的稱呼也隨著不同部落或地區而有極大的差異，此處暫以漢語翻譯作簡要說明。

### 女性服飾
女性服飾以花帽、上衣、長片裙與綁腿為重點元素。
在台東地區，片裙為黑色，並且會刺繡與卑南族類似的花朵與紋路，前裙則為綠色。腰際會綁上色彩鮮豔的多圈腰帶，這方面男女皆同。綁腿方面，大馬蘭系統與都蘭部落的綁腿為直條紋綁腿，非屬此二地以外的綁腿皆與花蓮設計相同。
花蓮阿美族的女性上衣前經常有斜向的胸片（或稱胸兜），胸片後方才是 V 字領的上衣。片裙方面則有與片裙邊緣平行的多層紋路。在胸片之外會背上配袋，並在配袋之外綁上兩道染色的大麻繩。綁腿方面如附圖所現，為黑底白布的 Z 字型綁法，並在小腿外側搭配綠色的流蘇。
花帽的樣式繁多，但主要分為大花帽與小花帽。大花帽為配戴於額頭以上的半圓扇形配件，經常加裝流蘇、花朵亮片及羽毛，通常屬於已婚女性。小花帽的羽毛則較小，並屬於未婚女性。
如附圖所述，傳統的阿美族女性服飾以黑色為主色系。今日多見到紅色服飾，乃是因日本殖民政府與中華民國政權的外族凝視與「喜氣」思想而配合改變。近年來，已有越來越多部落意識到這點，並開始復振黑色系的傳統上衣與片裙。

### 男性服飾
男性服飾相對沒有如同女性服飾一樣漸層性的分布，而是各部落皆有差異。男生的下半身服飾可能是短片裙、流蘇裙或綁腿褲，上衣方面則可能是背心，台東地區流行藍色或白色的短板長袖上衣。台東的阿美族男性也綁腰帶。

### 特殊配件
男性羽冠
花蓮阿美族較多，在七腳川系統稱 Tingpih，秀姑巒地區稱 Ciopihay。這類羽冠的羽毛會在男子的帽子上方高聳立起，並讓戴上羽冠的人看起來高達原先身高的 1.5 倍。羽冠是狩獵能力的象徵，但不像鄒族等西方山地族群，阿美族較少以鳥類的羽毛種類來分類狩獵能力的階級感。
七腳川系與吉安鄉 Tadaloma' 系統的羽冠會在頭頂形成幅散狀的羽牆，並以框架與繩索固定其造型。Cepo' 地區（如港口 Makota'ay 與靜浦 Cawi'）與奇美部落的羽冠則較垂直向上，羽毛數也較少，但多半挑選帶有相間紋路的羽毛。
另外，諸如馬太鞍與太巴塱地區的頭目或 Sapalengaw 也有水平幅散的羽冠，太巴塱與馬太鞍稱這種羽冠為 Pakowawan （kowaw 為鷲鷹）。這種羽冠只有頭目可以配戴。
披肩／霞披／雲肩
台東阿美族為主，族語稱 'arosaysay（亦寫作 alusaysay），如附圖女子所示。'arosaysay 通常在前方有兩道垂落的劍帶，族語稱 kamay（即「手」之意），後方則有三道。披肩上除了流蘇裝飾外，也可能佩帶鈴鐺。
儘管 'arosaysay 已經成為台東阿美族傳統服飾的象徵物件，其歷史並不久遠。日治時代的相片指出台東阿美族本就有披肩，但是今日最具象徵性的「有劍帶的 'arosaysay」實際上是在約 1970 年代由台東的阿美族人所設計，其設計者直至今日仍然在世。現在，在台東與台北都會圈的阿美族聚落已經展開許多課程教導年輕世代與孩童手工製作 'arosaysay 。
一些馬蘭群聚落，例如東河鄉都蘭部落（Etolan）與台東市巴沙哇力部落（Pasawali）的披肩，並沒有劍帶的存在。

### 配袋／情人袋／檳榔袋
阿美族的配袋（'alofo / dofot / tafolod）文化為原住民各族中獨有；受到阿美族文化影響的加禮宛人與台東縣南迴公路上的東排灣群亦有類似案例。在與外來族群互動的過程中，配袋經常被翻譯為「檳榔袋」或「情人袋」，實際上是基於配袋與「情人之夜」（milidofot / pakakayat / pakakiting）儀式的相關性，族人為滿足外族凝視與想像而產生的翻譯。
配袋除了作為平日上山活動時的隨身包，在今日祭儀內的「情人之夜」內也是關鍵物件：在家中女性長輩的指導下，受到欽點的男性會被年輕女性放置檳榔，或是配袋直接由女方背走，象徵選夫任務完成。
阿美族的配袋呈現出明顯的地域差異，大致分成兩種造型、三種設計。
- 船形袋：主要流行於台東地區（馬蘭群、恆春群），其配袋造型為一個單開口、可掀開的小舟，背帶也較細，且通常繡有十字繡，並在船形袋兩側與背帶交界處紮有流蘇。
- 方形袋：主要流行於花蓮地區（南勢群、秀姑巒群）與海岸群。這些配袋呈現四方形，有前後兩個夾層，背袋也較粗。前側的背袋經常有縫線、亮片等裝飾。海岸地區的方形袋背帶上經常有台東阿美族特有的「八角花」圖案，而縱谷地區的背帶則按照部落不同有各種造型。

無論是船形袋或方形袋，原則上都以「右肩左斜」的方式斜背。若是「左肩右斜」，多半是家中有親人亡故，正在行奠禮或守喪期間才會逆背。
近年來隨著族人與外地文化的互動增加，時常能看到不熟悉此習俗的部落觀光客，或在國際活動中體驗原住民服飾的外國人「背錯邊」。

## 工藝
阿美族的傳統工藝以陶藝與編織為主，其中編織又以植物纖維為主，例如黃藤、苧麻、香蕉絲、桂竹、刺竹、月桃等。在工業文明進入部落後，大部分工藝文化已逐漸消失，但也有部分部落的耆老仍然保留兒時記憶，嘗試復振相關的技巧或生活方式，並指導新世代的年輕族人重現相關工藝品。

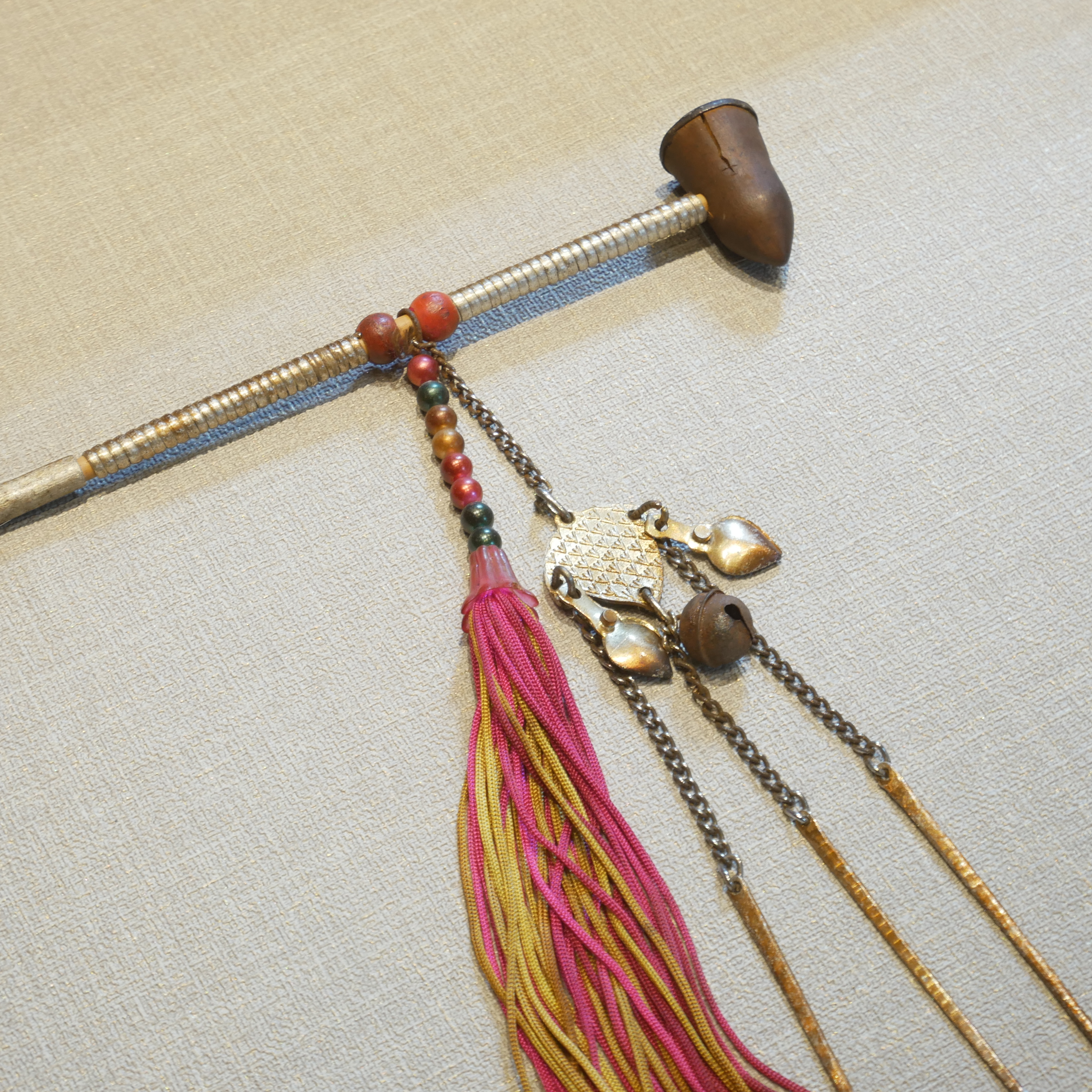
菸斗

### 阿美陶

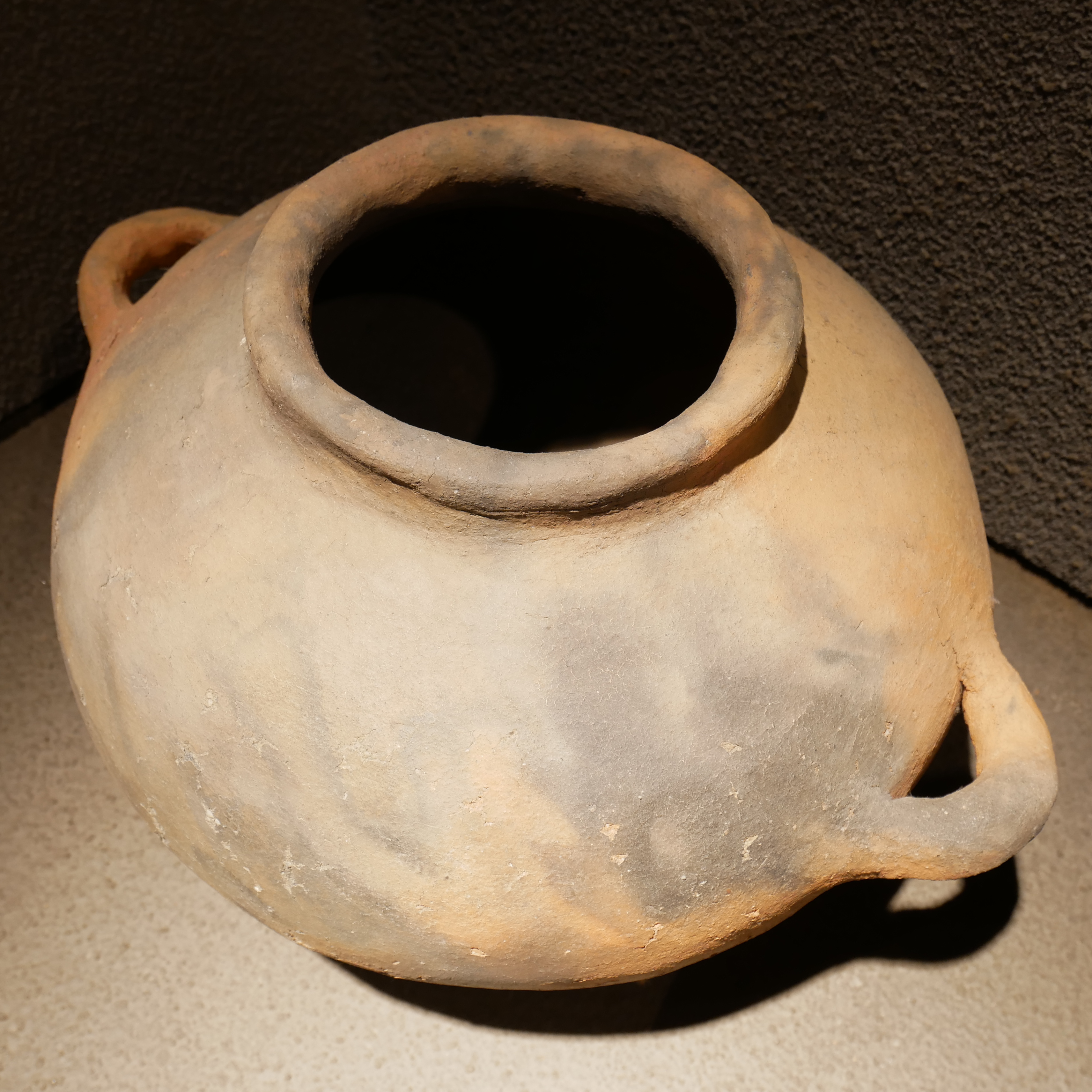
雙橫把壺

陶器是阿美族的重要工藝品，通常由女性負責製作。阿美語的陶土稱為 atomo，陶器則稱為 koreng 或 atomo。這些陶器不僅是舊生活型態中的容器，也在祭祀上扮演重要角色。
阿美族婦女約在每年的梅雨季前後進行製陶工作。製陶工序繁瑣，且須先勘查陶土採樣的地點，取樣後再採土挖掘適合製陶的黏土。製陶過程如下： 
- 原料處理：曬土曬乾、搗碎、乾土過篩、再搗碎、粉狀過篩、木槌搗土再練土。
- 製陶工具：製作木製拍打器，將陶器拍打紮實成型、黑卵石修面光澤、竹片為刀。
- 製作陶器：汲水壺、飯鍋、陶甑、碗、祭杯、祭壺等器皿，之後陰乾。
- 採集燃材：海邊漂流木或樹枝、茅草、芒草梗、木屑、粗糠。
- 堆置陶器：露天野外擺置陶器。
- 祈福儀式：祭品(菸、酒、檳榔)，點火。

今日於花蓮縣豐濱鄉貓公部落（Fakong）、光復鄉太巴塱部落、台東縣東河鄉隆昌部落（Kanifangar）尚保有傳統阿美陶的製作技藝。

### 藤編與竹編
黃藤（oway）、桂竹（tekes）與箭竹（folo'）是阿美族日常生活中的重要素材，其莖心（或竹筍）可烹調、莖幹可作為建材，莖皮則經常被削成長薄片，作為編織材料。傳統經常可見到由這些長條狀植物的薄皮所編織的器物，例如魚筌、竹簍、籃子，甚至是方便提取陶壺或竹筒的手把，都可由植物建材編織而成。今日仍有許多部落保存此技藝，並開設藤編工作坊。

### 樹皮布
樹皮布文化是南島語族相當重要的文化特質。日本學者鹿野忠雄是首位調查臺灣樹皮布文化的先鋒，他指出阿美族語彙中的 tapas、tapal、tarip，皆與樹皮布文化密切相關。現今阿美語樹皮布也稱為 tapa 或 tapal 。樹皮布是阿美族相當重要的生活技藝，是舉行祈雨祭時祭師和獵人上山打獵時所穿著的服裝。傳統樹皮布以雀榕、構樹皮為製作材料，敲打製作出的樹皮衣不僅耐洗、防水，而且十分涼爽，是早期阿美族人進行捕獵活動及捕魚活動時的穿著。然而，會這項技藝的人卻愈來愈少。台東縣東河鄉都蘭部落耆老 Panay（沈太木）投入尋回失落的樹皮衣傳統，逐一查訪部落有關樹皮衣的技藝，多年不斷地摸索，已成功地製作出樹皮衣，是當前此項傳統工藝的指導者。
樹皮布製造過程可分為：選樹、取皮、發酵、敲打、洗布、染布、紋飾等步驟。
- 選樹：選取好的樹，根據長老的經驗解說，取皮要看季節，通常春夏季剝取較容易，因為春夏季樹木表皮水分較充裕，秋冬天寒冷樹皮就像人類所穿的衣服一樣，裹得緊緊的，不容易取下來而且冬天樹皮纖維乾燥粗糙打製效果不好。此外所選擇的樹幹大小也有一定的大小，通常選用的樹材直徑粗約 40 到 50 公分，樹齡四到五年的構樹最適合，樹幹直徑太小的不足衣身寬幅，太粗太大的樹太老水分不足打製時間容易裂開。取皮的長度依據所要製成衣服的長度而定，取樹皮長度應為衣長的兩倍，樹皮衣構成的方式為方衣形制，肩膀部分不作剪接，因此必須取足夠前衣身與後衣身長度的尺寸。
- 取皮：取皮選用者通常是樹頭以上至枝椏分叉的樹幹部分，因為此段無枝椏、平整、光滑。先選取的樹幹表皮上，以刀子繞樹砍裂一圈，然後量取所需長度尺寸，上端亦同樣砍裂一圈，再於兩個樹皮裂圈之間劃破一道直線，以小刀從割裂的直線中插入樹皮層與木質層中間，用刀頭漸次挑撥，使樹皮與木質層分開，剝皮的工作必須輕巧而俐落，須注意不可損傷樹的內皮層，由樹的上端漸次向下端撕剝下樹皮，如果樹很高可以用梯子輔助；但是因為輸送養分的樹皮剝去後，樹自然會死亡，過去阿美族人乾脆將樹砍回家，島放在家屋庭院慢慢剝樹皮。近年來森林保護觀念興盛，不可任意砍樹，現在剝下來的皮都會留一部技術後來在特殊的祭典中可見其作用，在特殊的祭典中可見其作用，日常生活已無需求。
- 發酵：發酵的主要作用是為使樹皮脂纖維柔軟，一般構樹不必經發酵過程，因為其纖維厚重且強韌，可以直接打製成布，但必須在樹皮柔軟濕潤時進行打製，否則就需加酸柔軟以利打製工作。若內皮原料是其他的樹皮則將施的樹皮用樹葉包好保持濕度，使其發酵，沒有煮過的樹皮需2-3日，無花果樹皮需要10-20天，也可以機上弱酸或草酸安去除果膠和加入碳酸鈉柔軟；構樹皮不須發酵，其阿美族人製作樹皮衣的過程中，是需求而定，需要打製得細薄者，會放置水中浸泡一些時間，使纖維柔軟。
- 打製：撥下的樹皮應在未變乾之前著手打製成布，因為樹皮變乾後纖維及不易打鬆。古老的方法是將樹皮放在一根光、粗大的放倒在樹幹上，打製者蹲在一側手執小木棒，敲打樹皮的外表皮，使皮起毛球狀，然後用手撕去最外層的皮留下樹的內皮層在打製成樹皮布。現代打製的方法則不用木棒敲擊表層，直接用刀將外表皮剝去，再將內皮至於平滑的木塊和放倒的樹幹上用木棒敲打。
- 洗布：打製手續完成，將其摺成一方塊，上面綁壓一塊大石頭，然後把綁上大石頭的布，放入河中浸泡約半小時，然後自水中取出來，時間不可過久否則樹皮纖維會散開，綁壓石頭浸水的目的是要去除樹皮中的樹汁，所以水中取出後先用腳踏住布的一端，另一端捲繞成一捲，用手掌輕輕的搓揉或用腳慢慢的踩，再將樹皮浸到水中洗去殘留的樹漿，如此反覆三次，樹皮即可輕輕的絞乾水分，平鋪於草地上，灌木叢上或掛在竹竿上曬乾。
- 染布：如果想把樹皮布染上則必須在打成布後，曬乾前染色，才能得到柔軟的染色效果。染樹皮布是將打製過後的樹皮布浸在水中，加幾種樹皮（染料用）和一些灰，在鍋中煮過後取出塗上一層，在埋入泥沼中經過一段時間，取出洗淨，用手搓軟曬乾即呈黑色樹皮布。
- 紋飾：在樹皮布上加以紋飾的方法有兩種：一是繪畫，另外一個是印花。在阿美族人所製作的樹皮紀錄中，1945年在日本古野清人《高砂族的祭儀生活》一書中，曾有男子成年禮配戴有圖樣的樹皮布帶子束緊腰部的紀錄，但目前絕大多樹的傳世實物或照片中，都是原色呈現，並無紋飾，長老們以為過去可能有紋飾樹皮布的做法，只是目前已經失傳。

## 音樂
阿美族的音樂分成「世俗音樂」與「祭儀音樂」，然而由於傳統生活形態中，超自然與自然世界的分野相當模糊，且族人多半依照特定的場合與時節進行相對應的活動，故兩類音樂的界線也不明確。今日，祭儀音樂多半只在特定儀式舉行時，針對特定的場合吟唱，平日擅自吟唱可能會引來祖靈，並因為場合不宜而導致不佳的後果。世俗音樂則相對沒有禁忌，有一些甚至出版到大眾媒體場域，例如已故馬蘭部落耆老 Difang Tuwana（郭英男）的專輯《生命之環》（包含知名的〈老人飲酒歌〉）、太巴塱部落耆老 Osay Hongay（簡燕春）的專輯《Ira…a micekor: 靜靜地等待著》，都是傳統部落歌謠重製為當代音樂唱片的案例。
阿美族的傳統歌曲多半沒有歌詞，一些說法表示「這是擔心唱錯歌詞會導致 kawas（泛指超自然存在）的問題」。然而，隨著外來文明進入阿美族社群，大約自台灣日治時期開始，地方上出現了《Nengneng Pasiwali》（常翻譯為「日出東方」）的有詞歌謠，反應當代族人因應時代衝擊的價值觀。戰後，諸如盧靜子（Ceko'）、吳耀福（Kacaw）等阿美族歌手也開始以族語譜寫原創歌曲，其中以 1960 年代的《馬蘭姑娘》最具代表性。阿美族的流行音樂開始由無歌詞的傳統古調，轉為日本演歌與福佬流行樂風格，但搭配阿美語歌詞演唱的曲目。同時也有族人以族語創作音樂，例如檳榔兄弟。
隨著台灣本土意識的上揚，原住民社群的主流意識開始追溯主流現代文明以外，屬於原生族群的傳統文化資產。1997年，由原住民藝術團體：原舞者對太巴塱地區進行田野調查採集的祭儀歌謠專輯《牽 INA 的手》問世了。2010年代，舒米恩（Suming Rupi）、以莉·高露（'ilid Kawlo）、阿洛（Ado Kaliting Pacidal）、阿努（Ano Kaliting Sadipongan）等人開始創作以花東地區為主題，或直接以族語歌詞演唱的現代流行歌曲。2020年代則有舞思愛（Usay Kawlo）、音樂團體珂拉琪等人創作族語歌曲。
華語音樂圈也不乏阿美族人的參與，知名人物包括張震嶽（Ayal Komod）、范逸臣、A-Lin等。

## 祭儀
阿美族的傳統祭儀，舉行日期、儀式流程在各部落都不同，大致上有豐年祭（ilisin / malikoda / kiloma'an / malalikit）、播種祭（mitiway）、捕魚祭（komolis）、海祭（mikesi'/ milaedis / komolis / misacepo'/ miwarak）、祭祖靈（talato'as）、驅除瘟疫祭（misalifong / mifahfah）、祈晴祭（pakacidal）和祈雨祭（paka'orad）等等。
各式祭典內容皆有嚴格男女分際、性別禁忌、精神意涵等。因時代變遷，宗教信仰改變或主持祭典儀式的巫師（sikawasay / sisakawihay / ma^angangay）凋零，傳統祭儀在部分部落已更易或失傳。

### 「豐年祭」
「豐年祭」是阿美族重要的祭祀儀式，其重要性相當於漢人的農曆年，是族人與祖先、神靈團聚的時間，具有經濟、教育、訓綀、宗教以及政治軍事上的功能。在日治時期與基督教傳播盛行期間，因其功能性，許多部落的豐年祭活動幾度被禁止，並因此造成豐年祭傳承的斷代。
「豐年祭」儀式在各地的稱呼並不一致，南勢群主要稱為 malalikit、秀姑巒與海岸群多稱 ilisin、馬蘭與恆春群則稱 kiloma'an 居多。Malalikit 意涵包含「共同體驗時間的流動」，kiloma'an 意思接近「與家族相關之場合」，而 ilisin 指「在禁忌期間」之意。故「豐年祭」在各地的稱呼幾乎都不帶有「豐收」之意涵，僅是殖民政權自行詮釋的外來名稱。一些人認為「年祭」是較為中性的稱呼，因為此類祭儀確實是阿美族一年中最核心的活動，並有除舊佈新之意味。
豐年祭通常在每年七至九月間進行，主要為耕地收獲後的時節舉辦，早期則是在小米收獲過後舉行；天數則依各部落而異，一般是由各部落耆老（mato'asay）來決定，傳統上短則三天，多則半個月。依氣候條件造成的收獲時間不同，台東市區等南方阿美族多半在七月上旬與中旬舉行，七月下旬則為長濱、豐濱區域的阿美族部落，八月後則為花蓮阿美族舉行的時期。
各部落的祭祀過程與內容並不完全相同，按照習慣與祖訓而有差異，如年齡階層（selal / kapot）的訓練與進階、祭祀流程等。傳統上，主要會包括迎靈、宴靈與送靈三大階段。豐年祭之前會進行捕獵、採集或購買食物，並在祭儀期間由族人們共聚分食。
隨著時代變化，許多部落在豐年祭尾聲，會進行各階層的各自表演，表現階層向心力與歡樂氣氛。雖然傳統上女生不加入年齡階層，一些部落也開始出現了女性成員專屬的組織，在豐年祭期間協助工作，並向部落耆老提供歌舞表演。

### Pakelang／Mali'alac
華語無適當對應的翻譯，前者經常被轉寫為「巴格浪」或「八個浪」。傳統上，pakelang 僅限指稱喪禮結束後的宴會，藉此答謝親友的協助，並象徵儀式結束。這個詞語在近代的意義遭到「擴充」，凡是舉行任何大型活動（如新屋落成、婚宴、慶祝會），甚至在豐年祭結束後，各式「會後會」一律稱為 pakelang。但也有部分族人反對這類「氾濫的稱呼」。
Pakelang 與 Mali'alac 的關鍵在於「漁撈與煮食魚類」，這是因為阿美族傳統信仰中的神祇對於海鮮的氣味十分厭惡，故在舉行各類儀式期間都會避免接觸魚類或海鮮，以免招致禁忌。Pakelang 象徵「離開超自然場域，回歸凡俗」，因此以捕捉和食用魚類的行為來象徵超自然場域與物理世界的交疊已經結束。

### Mifetik
常翻譯為「點酒祭告」，是日常活動前進行的儀式。凡是進入陌生的場域、上山活動、舉辦特殊活動前，族人會在竹杯中酌取米酒，唸出禱詞後將竹杯中的米酒點取灑於地上，表示與地方上的超自然存在表達敬意，祈求一日活動平安順利。

### 其他祭儀
阿美族的傳統祭儀不勝枚舉，此處無法逐一列記。以下是相對常見且在各地普遍舉行的傳統儀式。
海祭
又稱捕魚祭，主要在沿海阿美族部落舉行，不同的名稱包括 mikesi'、milaedis、komolis、misacepo'、miwarak 等。祭品以 'alifongfong（一種類似粽子的米糰食物）為主，另一個祭品是芒草結，即把割下的芒草插在土裡，末端留下留嫩的一葉，其餘打個結，用以象徵強韌的生命力。由於海神卡費（Kafit）忌諱綠色的葉菜，因此在此時的祭典中不可食用葉類野菜。
小米收穫祭
古代採收小米時，通常用山棕葉來綑綁。小米（粟）是台灣原住民的重要食糧，因此衍生出許多禁忌與習俗。傳統認為小米的 kawas 十分敏感，因此在收穫期間必須謹慎行事，對於發言、放屁、玩鬧等動作也有禁忌。小米收穫祭期間多半食用山棕心與豆類（早期以樹豆為主）。在稻米取代小米成為阿美族的主要糧食作物(小米)之後，小米收獲祭已名存實亡。
播種祭
煮龍葵湯來祭祀神明，以祈求將來能豐收，到了天一亮便出門播種。
狩獵祭
一年的最後一個祭典，藉由捕獵的活動，讓家族、親戚、平日換工的伙伴們一起享用捕肉的獵物，獵物以鳥類為主，通常與樹豆、鵲豆一同煮食。
建屋祭
年初的第一個祭典，主要意義是祭拜馬拉道（Malataw），同時也是男性年齡階級晉級的一個祭典（現代多併入豐年祭期間擇時舉辦），女子皆不得靠近。食用的菜餚是豆類、烤雞、藤心、地瓜與芋頭，葉菜類則禁止食用。

## 信仰
在傳統信仰上為泛靈信仰，各部落也有巫師／祭司系統。祖先或祖靈亦屬神靈，但不是指有專門神通或管理特定事務之神。基督宗教傳入後，許多族人改信基督教，傳統信仰雖仍存在但並不普遍。也有相當比例族人信仰漢人民間信仰，包括馬蘭部落及恆春族人，亦有自行建廟祭祀者，例如楊傳廣。
隨著基督宗教與漢人傳統信仰流入花東縱谷地區，大部分阿美族部落的巫師體系已經亡佚，少數部落仍有青年族人傳承，例如吉安鄉的里漏部落、光復鄉的馬太鞍部落與太巴塱部落。

### 巫醫與祭司系統
Sikawasay／Cikawasay／Sisakawihay／Ma^angangay
上述詞語都指巫覡，也就是阿美族的超自然職務者，經常翻譯成「巫師」或「巫醫」。這些人士在傳統社會中扮演執行儀式與驅邪治病的角色，並會將疾病分為「屬身體的疾病 no tireng a adada」與「屬靈魂的疾病 no 'adingo/kawas a adada」。巫覡按照資歷也有階級之分；在吉安鄉的巫師系統中，資深的男性巫師稱為 'a'isidan，女性巫師則稱為 korsot 。當前較為知名的巫師與靈觀教育者包括里漏部落巫師暨東華大學教授 Panay Mulu（巴奈·母路）。
根據多處族人說法，sikawasay 的屬性似乎具有遺傳性；當家族中有人曾擔任 sikawasay，其後代帶有相關特質的比例也會上升。然而，成為 sikawasay 仍需要受過漫長的訓練，並非具備體質就能擔任。在二十世紀期間，許多帶有體質但部落內巫醫系統式微的族人會加入傳統漢人信仰，兼職或專職乩身之職位。
Sapalengaw
字根可能來自 lengaw（「樣貌」之意），意指「令事物符合其應有樣貌者」。相對於 sikawasay 族群，sapalengaw 較傾向為男性年齡階層系統中，主司祭祀等超自然事務的領導人物。在太巴塱部落，sapalengaw 與司長行政職的 kakitaan 為分開的職位，但在 ilisin（豐年祭）中共同擔任迎接祖靈的角色。
Haidan
巫師的守護神。巫師呼喚守護神時會說Haidan，巫師以外的人不說Haidan，而說kawas。

### 傳統泛靈信仰
阿美族由於各部落獨立為政，彼此視為不同國家，所信仰的神祇也並不相通，故沒有大一統的神話體系。然而，有特定神祇名稱或超自然觀仍由全體阿美族人共享。
kawas
阿美族語對所有超自然存在的統稱，包含自然環境中的神靈、對人類有害的精怪，以及生前是人類的祖靈等。異民族的神或妖怪等也稱為 kawas 。有些語境會將 kawas 翻譯成「鬼」。傳統上並不特別敬拜祖靈以外的 kawas，但會在施行法術或外出活動時，請示或借用野外 kawas 的能力。
現代用法中，寫作大寫的 Kawas 時，指基督宗教的神。
Dongi／Faydongi
音似「汝逆」。屬女性之神靈，多半司掌生命、孕育、守護女性等工作。由於在阿美族傳統信仰中，女性屬「陽性」，部分靈觀將 Cidal（太陽女神）視為 dongi 群靈之首。
Malataw
音似「馬拉道」。屬男性之神靈，多半司掌狩獵、戰爭、守護男性與外出工作等概念。Malataw 是現代最有名的阿美族神祇，並被許多族人認為是天界的主宰。在日治時代的史料中，一些部落認為 malataw 與 dongi 一樣是群靈，負責守護男性，並且與 Folad（月亮）有關。今日一些部落將 Malataw 視為太陽神。中華民國空軍一些 F-16 戰鬥機有著「象徵馬拉道的太陽神塗裝」。
'adingo
在阿美語為「影子」之意，但同時是一種位於每個人身上的神靈。當人類死亡，'adingo 也隨之消失。
saloafang
位於人類肩膀的守護神靈。吉拉米代部落（Cilamitay）的獵人團體認為，saloafang 較外在神靈弱小的人容易遭到外在神靈的欺凌而導致超自然的疾病。巫師的 saloafang 會比一般人更加有力量，並作為與超自然世界互動的重要夥伴。

## 傳說與神話
阿美族的口傳文學十分豐富，此處無法逐一列記。口傳文學是早期長輩教導後輩的重要工具，阿美語稱 pakimad 或 pakongko，也可反映部落價值觀與世界觀。本段將阿美族較知名的傳說故事分成起源傳說、口傳歷史與民間神話三類。需注意的是，阿美族各部落傳統的神靈系統並不完全相通，神話故事的細節也時常因為時代或地域的變化而有差異。

### 起源傳說
又稱發祥傳說，講述阿美族群或特定部落的由來，反映出當地的世界觀與地緣關係。
各地阿美族的起源傳說並不一致，除了角色名稱不同，相隔較遠的地區更有著完全不同的敘事主軸。這類起源傳說大致可分為三種敘事結構：
高山洪水型
傳說主幹為一對姊弟／兄妹因故遭遇神靈所導致的大洪水，遂搭乘船型的木臼（阿美語稱 dodang）順著洪水漂流至一座高山，在洪水退去後下山抵達初始部落所在地，而後開枝散葉。此類傳說主要流傳於花蓮縣瑞穗鄉以北的部落系統，但落腳的山峰位置不盡一致。吉安鄉 Tadaloma' 系統設定為 Tatiforacan，光復鄉馬太鞍部落設定為位於中央山脈東麓的 Cacora'an 山，太巴塱部落、奇美部落等地則設定為海岸山脈的 Cilangasan 山，今日多半認定為豐濱與瑞穗鄉交界的八里灣山。
海外島嶼型
此類傳說經常提到稱為 Sanasay 或 Sanayasay 的海外島嶼，有時候會提到更遠的 Fotod 島。傳說主軸多半是祖先來自東方或南方海外島嶼，透過竹筏或「行走於海上的樹根／黃金橋」抵達接近台灣的 Sanasay 島，最終抵達台灣的特定地點，而後開枝散葉，故又稱為「跳島傳說」。這類傳說在海岸線與台東地區較為盛行，並且有語言證據的支持，例如「Fasay」、「Sanasay」、「Takilis」等關鍵詞彙並不只在阿美族傳說中出現，包括噶嗎蘭族、哆囉美遠族、凱達格蘭族群的起源傳說亦曾提及。
由於綠島與台灣的相近性，歷代族人普遍認為 Sanasay 即是指綠島。在出現 Fotod 島這個元素的傳說中，則會將這個「位於 Sanasay 之前的島」視為蘭嶼。自 Sanasay 抵達台灣的地點，則多半設定為台東縣卑南鄉臨海的小丘：Kasasikoran / Kasasikafan，亦即今日的猴子山。此外，卑南族也曾流傳類似傳說主軸。
南方起源型
此類傳說盛行於台東縣與花蓮縣富里鄉、玉里鎮的部落群，認為祖先來自台東市以南的傳說地點 Arapanapanayan / Panapanayan，並且與卑南族的祖先分道揚鑣。由於卑南族傳統的共同發源地亦稱為 Panapanayan，這類傳說可能受到了卑南族的影響。有些時候，南方起源型會與海外島嶼型混合，產生「Fotod—Sanasay—Panapanayan」的移動路徑。
混合型變體
一個較特殊的混合變體是太巴塱部落的起源傳說，是少數混合高山洪水型與南方起源型的敘事結構。該部落的傳說指出祖先最初居住於南方 Arapanapanayan，並育有六個手足。當么女迪雅瑪贊（Tiyamacan） 被海神 Felalakas 擄婚並召喚洪水後，其父母與三位長兄分別成為海岸動植物與西方民族（排灣、平埔族群、太魯閣）的祖先，四哥與長姐則在波折後產下太巴塱人與奇美部落的祖先，第三代則產出卑南族、Pacidal 氏族、撒奇萊雅族的祖先，顯示該部落嘗試定位自身與周邊族群的互動關係。
另一個混合變體則來自成功鎮都威部落（Tomiyac）。這個版本的角色名稱與噶嗎蘭族的古代起源傳說有相近之處。此變體雖以跳島傳說為主軸，但當主要角色群遷徙至秀姑巒溪一帶時，遭遇了「因為地震升起 Cilangasan，在山頂被天神所造後下山的人類」，兩者共同成為阿美族的祖先。這樣的敘事結構也可能是因位處起源神話的交界地帶而試圖合理化各家說法的嘗試。

### 口傳歷史
阿美族的口傳歷史時常以人物傳記的方式呈現，並且與神話混雜。在描述口傳歷史時，敘事者經常會詳細交代故事主角的家族譜系，甚至是與現今存活者的關係。
Mayaw 與 Unak Kakalawan 兄弟
為太巴塱 ilisin（豐年祭）的起源神話。概略為一對古代兄弟 Mayaw 與 Unak（亦可寫作 Onak）意外取下其父輩首級的故事。由於殺人而犯下禁忌（lisin），相關的祭祀活動便成為太巴塱的 ilisin 起源。
太巴塱—卑南戰爭
為太巴塱口傳歷史之一環。古代一名青年 Angah 'alimolo 的妹妹 Sawah 被卑南族獵團擄婚，Angah 便嘗試進攻卑南族部落，並與台東的 Raranges 氏族結盟。雖然 Angah 成功救出 Sawah，但卑南族也因此攻打 Raranges 故居，導致其滅亡。Angah 與 Sawah 後逃至玉里地區，被奇美部落收留。告知其原委後，奇美部落使出計謀誘騙卑南族，令卑南族在追逐過程中落入陷阱而全滅。事後，太巴塱與奇美部落結盟為姐妹國，邦誼持續至今。
恆春阿美遷徙史
來自1931年台北帝國大學《南方土俗》雜誌〈恆春 Pangcah 的移動路徑〉，敘述人為池上鄉大坡部落族人 So'ir 與 Diyafa。該故事又被稱為《Akonis》，意義不詳。
相傳恆春阿美最初居住於花蓮市以北的 Cikilangay，當地一名青年 Rapih 在夜間遭遇打瞌睡的太魯閣族，稟報部落耆老後並未被採納，被訕笑為懦弱。Rapih 與同伴趁夜逃跑，後來得知母部落已被太魯閣人消滅。Rapih 等人在路上撿到七個梳子狀的發光物，只要靠近火源就會導致熄滅，且無法再生火。這七個物品被命名為「sodak」 。一行人後續搬遷到 Takidis（即立霧溪口），後又因耕地狹小往南遷徙到 Posong（今台東市），受到卑南族奴役。
日久，這一群阿美族人聽聞南方有好的耕地，經過 Adongec 後抵達 Sekam（指台南，應是位於西部平原的地點），度過一段和平時日。然而後來海外的異族入侵，持火槍驅逐族人，遂又南下搬到 Pi'aongan、Folalac、Talodit 等恆春半島地點。約150年前，恆春半島的阿美族人北返台東縱谷，並陸續在卑南鄉利吉部落（Dikidiki）、猴子山（Kakawasan）、鹿野鄉和平部落（Palayapay）等地定居，敘述者的家族則抵達池上大坡池居住。
據說七個「sodak」在恆春阿美族人數百年的遷徙中已經亡佚，持有或使用「sodak」的家族時常遭遇火災與不幸。儘管劇情豐富，今日可搜尋的史料包括 Lifok（黃貴潮）採集的〈恆春阿美族傳〉〈恆春阿美族 Sodak 傳〉與〈恆春 Pangcah 的移動路徑〉。

### 民間神話與傳說生物
菸草起源
傳說從前有感情相當好的兄妹兩人，幾乎如夫婦般地生活著，父母得知這件事後非常憤怒而破口大罵。兩人不知該如何回應父母，幾天下來不吃不喝而逐漸消瘦，最後在家門前豎立兩枝利箭，再雙雙從屋頂跳下被箭刺死。後過了五、六個月，在兄死去之處長出帶葉筋的煙草；在妹死去之處長出沒帶葉筋的圓葉菸草。:29
Falaysan 女人島傳說
此類傳說在南勢阿美與海岸線廣為流傳，但角色名稱時常有變化。故事主軸多半為一名年輕人在海上遇到風暴，被浪潮拍打至稱為 Falaysan 的女人島。此地只居住女人，若有男嬰出生便被宰殺吃掉。主人翁被島上族人摸到陰莖後，被認為是豬尾巴而遭到圈養，後來成功逃出並遇見海洋動物（多半是鯨魚 'eso 或海豚 fafoy no riyar，也有玳瑁 xixaw 的版本），這隻海洋動物將主人翁載回故居，事後為了感念海獸，朝東方祭拜並獻上供品，成為一些部落「海祭」的起源。
該故事經常出現的名稱包括 Maciwciw 與 Sayning，前者可能是主人翁或鯨魚的名字，後者則是鯨魚的名字。
心宿二與兄弟相殘
在台東地區流傳，包括都蘭部落。故事主軸多半講述一對兄弟，弟弟非常英俊能幹，受到部落女子們的喜愛，哥哥卻其貌不揚或技藝差強人意，不得異性芳心。出於嫉妒，哥哥提議與弟弟從山上下坡賽跑，並在弟弟開始競走時，從山上推下大石頭輾斃弟弟。死後的弟弟遂升天成為紅色的星星，亦即天蠍座的心宿二。
陰道有牙的女人
在花蓮地區流傳，包括馬太鞍部落前領袖 Unak Tafong（何有柯）的口傳文學。相傳一名美女稱為 Alofay，前後因丈夫死亡而改婚兩次，後來被母親發現陰道有牙，鋒利可咬斷蘆葦，故被關進竹簍中投河。Alofay 後來遇見一名卑南族男子（古代卑南族獵場可達玉里地區），對方對 Alofay 一見鍾情，但被 Alofay 知會自己陰部有牙。男子努力磨平陰阜的牙齒，最終與之成婚，並育有二子。這兩個孩子在一次外出時意外遇見 Alofay 的母親，也就是自己的外婆。兩人證明自己是 Alofay 的子嗣之後，拉著興奮的外婆返家，外婆卻在渡河過程中失足溺斃。
Idek 的故事
Idek 或 Adek 是經常出現在阿美族傳說故事中的男性角色名稱，並可能在不同故事中扮演迥異的角色。馬太鞍前領袖 Unak Tafong 的口傳故事中，Idek 是古代一位巫師的名字，其曾經能運用法術提早黑夜到來、用腿毛變出大量化身，假扮成部落男子侵侮他們的妻子。也有版本表示上述的罪行是 Arikakay 所為。
在阿美語中，彩虹稱為「tilo ni Idek（Idek 的弓）」或「talakal ni Idek（Idek 的陷阱）」。
巨人傳說
阿美族在不同的地區有著不同的巨人傳說，較為知名者包括花蓮市的 Arikakay 與台東海岸線的 Saraw 。
Arikakay 是位於花蓮市美崙山地區的傳說生物，在南勢阿美群與撒奇萊雅族的口傳文學中特別常見。這些生物是絕對的反派角色，多半具有高大的形象，並且能使用傷害人類的高等法術。一些版本會提及藍眼、金髮、白皮膚等特徵，可能與臺灣荷蘭統治時期的荷蘭人有關。有些傳說表示 Arikakay 會吞吃嬰兒內臟，也有強暴部落婦女的行徑。這些婦女生下的後代也帶有 Arikakay 的特徵。
Saraw 則流行於台東海岸線一帶。傳說 Saraw 是高過房屋的生物，會挑選夜間仍在戶外遊蕩的兒童，並將他們拎到屋頂或樹頂等一般孩童應該爬不上去的地點。然而，這類傳說指出其實沒有人真正看過 Saraw 本體，但「如果孩子會跑到那麼高的地方去，肯定是有什麼存在把他們拎上去了吧」。
Kangic
音似「嘎逆此」，是阿美族各地皆流傳一種稱為 kangic 的大型爬行類動物，其形狀類似巨大的蛇，並且能吞食大型哺乳類動物，是居住於山林、河潭或海中的 kawas。然而，台灣尚未有大型蛇目或爬行動物的考古紀錄。
隨著日本傳說故事與教會文化的傳入，kangic 一詞也被用來指稱諸如八岐大蛇或聖經中的龍等神話中的爬行類。Kangic 的概念在今日已經式微。

## 政治參與
在臺灣戰後時期，阿美族人與大多數的台灣本島居民一樣，受到了中國國民黨政權的黨國教育。相對於清帝國與日本殖民政府的高壓管制，國民政府與阿美族人的互動較少發生武力衝突，阿美族人以「相對和平」的姿態被納入中華民國政權的系統內。在二次世界大戰、韓戰與冷戰時代，許多阿美族青年被指使前往南洋群島、中國大陸、金門或馬祖等地執行軍事任務，也導致諸如李光輝等族人長期客居海外的情況。
在台灣民主化運動之前，阿美族人的政治版圖與西部漢族群無異，若非支持國民黨政權，就是選擇以無黨籍身分參政。然而直到2000年後，族人在台灣民主化運動與原住民主體意識上升的情況下，出現了更多的政治聲音，並不再以國民黨佔絕對優勢，這一現象在都會與年輕族群尤其明顯。
由於阿美族的人口在原住民族群中佔多數，原住民族委員會與立法院的平地原住民席次經常出現阿美族人的身影，例如國民黨籍立法委員廖國棟（Sufin Siluko）、鄭天財（Sra Kacaw）、黃仁（Kin Cyang）等。民進黨籍的前總統府發言人谷辣斯·尤達卡（Kolas Yotaka）、原住民族委員會主任委員夷將·拔路兒（Icyang Parod）、新北市議員蘇錦雄（Paylang Caya）等。台灣民眾黨在2020年代興起後也爭取到一些年輕族人的支持。
有些族人則在政府系統外提倡族群與土地正義，例如「沒有人是局外人」運動發起人巴奈·庫穗（Panay Kusui）、紀錄片導演馬躍·比吼（Mayaw Piho）等。

## 體育
約 88% 的阿美族人具有稱為米田堡血型（Miltenberger Subsystem）的特殊血清特質，比例在全球各民族中居冠。這類紅血球表面蛋白能在高碳酸氫根離子（即水溶二氧化碳）的環境下增加紅血球輸送碳酸氫根的能力，使得擁有米田堡血型的人擁有較高的二氧化碳耐受性，在呼吸生理上相對具優勢。然而，米田堡血型並不是阿美族人所獨有，僅是在其他民族中比例較低。米田堡血型也不是今日台灣體壇上有較多阿美族運動選手的主因。
台灣戰後時期，紅葉少棒隊催生的全民棒球風潮扶植了許多阿美族棒球選手，例如王光輝。今日的台灣職業棒球界仍有許多阿美族球員躋身，並以族名為人所知，例如拿莫·伊漾（Namoh Iyang）。
在國際運動賽事中，亦有許多族人代表中華民國政權爭取榮耀，最著名者包括中華民國代表隊的第一面奧林匹克金牌得主：馬蘭部落族人楊傳廣（Maysang Kalimud）。近代則有田徑選手楊俊瀚、張博雅、舉重選手郭婞淳、拳擊選手陳念琴等族人。
1996年，馬蘭部落族人郭英男（Difang Tuwana）與其妻郭秀珠（Ingay Tuwana）所演唱的《老人飲酒歌》在未經授權的情況下被德國 Enigma 樂團挪用作為亞特蘭大奧運的宣傳素材，並引發智慧財產權爭議。郭英男等人最終與之達成和解，並在1998年將部落歌謠發行為唱片《生命之環》。

## 統計
| 縣市     | 阿美族人口 | 占阿美族人口比例 | 占原住民人口比例 | 占總人口比例 | 人口成長率 |
| -------- | ---------- | ---------------- | ---------------- | ------------ | ---------- |
| 花蓮縣   | 52,790     | 25.50%           | 57.07%           | 15.99%       | 0.37%      |
| 臺東縣   | 36,625     | 17.69%           | 46.45%           | 16.63%       | -0.53%     |
| 桃園市   | 33,782     | 16.31%           | 47.72%           | 1.56%        | 3.37%      |
| 新北市   | 32,508     | 15.70%           | 59.02%           | 0.82%        | 1.10%      |
| 臺中市   | 9,854      | 4.76%            | 29.49%           | 0.36%        | 3.29%      |
| 高雄市   | 9,386      | 4.53%            | 26.70%           | 0.38%        | 2.45%      |
| 臺北市   | 7,807      | 3.77%            | 47.96%           | 0.29%        | 1.20%      |
| 基隆市   | 7,448      | 3.60%            | 79.78%           | 2.00%        | 1.34%      |
| 其他縣市 | 16,810     | 8.12%            | 10.17%           | 0.20%        | 2.03%      |
| 全國總計 | 207,010    | 100.00%          | 37.27%           | 0.88%        | 1.25%      |

| 縣市   | 鄉鎮市區 | 阿美族人口 | 占原住民人口比例 | 地區總人口 | 占總人口比例 |
| ------ | -------- | ---------- | ---------------- | ---------- | ------------ |
| 臺東縣 | 臺東市   | 11,579     | 54.63%           | 107,027    | 10.82%       |
| 花蓮縣 | 吉安鄉   | 11,245     | 76.15%           | 82,200     | 13.68%       |
| 花蓮縣 | 花蓮市   | 8,295      | 70.17%           | 106,796    | 7.77%        |
| 臺東縣 | 成功鎮   | 7,329      | 92.71%           | 15,048     | 48.70%       |
| 花蓮縣 | 玉里鎮   | 6,572      | 83.31%           | 25,620     | 25.65%       |
| 花蓮縣 | 光復鄉   | 6,466      | 92.86%           | 13,443     | 48.10%       |
| 花蓮縣 | 壽豐鄉   | 5,072      | 88.53%           | 18,175     | 27.91%       |
| 新北市 | 樹林區   | 4,553      | 72.29%           | 183,659    | 2.48%        |
| 臺東縣 | 東河鄉   | 4,513      | 95.47%           | 9,038      | 49.93%       |
| 桃園縣 | 龜山鄉   | 4,422      | 90.80%           | 140,665    | 3.14%        |
| 臺東縣 | 長濱鄉   | 4,339      | 91.56%           | 7,779      | 55.78%       |
| 花蓮縣 | 瑞穗鄉   | 4,058      | 84.95%           | 12,196     | 33.27%       |
| 花蓮縣 | 新城鄉   | 3,766      | 60.22%           | 20,185     | 18.66%       |
| 桃園縣 | 八德市   | 3,723      | 86.40%           | 180,091    | 2.07%        |
| 桃園縣 | 桃園市   | 3,721      | 84.41%           | 415,786    | 0.89%        |
| 桃園縣 | 中壢市   | 3,589      | 79.61%           | 379,885    | 0.94%        |
| 新北市 | 汐止區   | 3,362      | 76.92%           | 194,218    | 1.73%        |
| 基隆市 | 中正區   | 3,286      | 87.35%           | 53,323     | 6.16%        |
| 花蓮縣 | 豐濱鄉   | 3,165      | 84.09%           | 4,732      | 66.89%       |
| 桃園縣 | 大溪鎮   | 3,122      | 44.90%           | 91,857     | 3.40%        |
| 新北市 | 新莊區   | 2,979      | 58.02%           | 410,133    | 0.73%        |
| 新北市 | 土城區   | 2,953      | 69.81%           | 239,013    | 1.24%        |
| 桃園縣 | 平鎮市   | 2,782      | 83.54%           | 211,358    | 1.32%        |
| 桃園縣 | 蘆竹市   | 2,575      | 87.35%           | 150,189    | 1.71%        |
| 新北市 | 板橋區   | 2,282      | 56.39%           | 556,447    | 0.41%        |
| 桃園縣 | 大園鄉   | 2,273      | 91.47%           | 83,895     | 2.71%        |
| 高雄市 | 小港區   | 2,215      | 63.92%           | 155,953    | 1.42%        |
| 臺東縣 | 池上鄉   | 2,000      | 88.77%           | 8,660      | 23.09%       |
| 臺東縣 | 鹿野鄉   | 1,977      | 83.03%           | 8,232      | 24.02%       |
| 臺東縣 | 關山鎮   | 1,953      | 83.28%           | 9,198      | 21.23%       |

## 延伸閱讀
- 黃雅鴻，2003，他者之鄉：從空間霸權論述談Karowa原住民的流離與主體性運動。國立東華大學族群關係與文化研究所碩士論文。
- 賴秀智，1996，台北縣阿美族學童的族群態度、族群文化常識與自我概念之相關研究。台北市立師院國民教育研究所碩士論文。
- 李景崇，1998，阿美族歷史。台北：師大書苑。
- 李亦園，1962，馬太安阿美族的物質文化。台北：中央研究院民族學研究所。
- 臨時台灣舊慣調查會原著，2000，番族慣習調查報告書，第二卷：阿美族卑南族，中央研究院民族學研究所翻譯；黃智慧主編。台北：中央研究院民族學研究所。
- 明立國，2002，阿美族。台北縣永和市：稻田。
- 阮昌銳，1969，大港口的阿美族。台北：中央研究院民族學研究所。
- 吳雪月計畫主持，1997，阿美族的生活智慧：南勢阿美七腳川社。台北：順益台灣原住民博物館。
- 周穎君，2002，阿美族傳統家屋之研究。東海大學建築研究所碩士論文。
- 孫大川總策劃，2016，台灣原住民的神話與傳說1阿美族：巨人阿里嗄該。台北：新自然主義。

## 外部連結
- 阿美專輯---父子傳承馬蘭吟唱 （页面存档备份，存于）
- 中央研究院南島語數位典藏
- 阿美族網路社群
- 臺灣原住民族傳說故事網
- 阿美族語線上查詢學習網 （页面存档备份，存于）

### 歌謠
- 豐濱鄉港口村阿美族收穫祭歌舞 （页面存档备份，存于），呂炳川錄製，臺灣音樂館典藏
- 光復鄉太平村阿美族豐年祭歌謠 （页面存档备份，存于），呂炳川錄製，臺灣音樂館典藏
- 瑞穗鄉奇美村阿美族豐年祭歌舞 （页面存档备份，存于），呂炳川錄製，臺灣音樂館典藏
- 成功鎮三仙里阿美族現代歌謠 （页面存档备份，存于），結合日本曲調與新創旋律，呂炳川錄製，臺灣音樂館典藏
- 東河鄉昌興村阿美族婦女多聲部歌唱 （页面存档备份，存于），呂炳川錄製，臺灣音樂館典藏
- 臺東市馬蘭里阿美多聲部歌謠 （页面存档备份，存于），呂炳川錄製，臺灣音樂館典藏